# 福島第一原子力発電所
福島第一原子力発電所（ふくしまだいいちげんしりょくはつでんしょ、英称：Fukushima Daiichi Nuclear Power Station）は、福島県双葉郡大熊町・双葉町に立地した、東京電力の廃止された原子力発電所である。略称は福島第一原発（ふくしまだいいちげんぱつ）、1F（いちエフ）。
1971年3月に1号機の運転が開始され、以降1979年までに6号機までの6つの原子炉が順次運転を開始した。2011年（平成23年）3月11日、1 - 4号機において東北地方太平洋沖地震（東日本大震災）に起因する炉心溶融や建屋爆発事故などが連続発生し、INESレベル7に分類される重大事故が発生した。
これを受け、事故を起こした1 - 4号機が翌年4月に廃止、定期点検中で比較的被害も少なかった5・6号機も再稼働することなく2014年1月に廃止された。現在は全ての原子炉において廃炉作業が続けられている。2023年8月24日からは、ALPS処理水の海洋放出を開始した。
2024年2月時点で、1日約4,500名の作業員が廃炉作業に従事している。

## 概要
福島県は東北電力の事業地域であり、東京電力の事業地域外に置かれた「管外発電所」の一つである。同社の供給区域北限である大津港駅より約80km北方に位置する。1971年3月に1号機の営業運転を開始したが、2014年1月までに全機が廃止された。かつてギネスブックにおいて、「（世界）最大の原子力発電所」として認定されたことがある。
2011年（平成23年）3月11日、東北地方太平洋沖地震（東日本大震災）に起因して1 - 4号機で炉心溶融や建屋爆発事故などが連続して発生し、1986年のチェルノブイリ原子力発電所事故と同じINESレベル7に分類される重大事故（福島第一原子力発電所事故）を引き起こした。
2012年4月19日、1 - 4号機が電気事業法上も廃止。2013年12月18日、5・6号機は震災当日定期点検中であり比較的被害が少なかったが、再稼働することなく廃止を決定。2014年1月31日、5・6号機が廃止された。ただし5・6号機は今後、研究開発等の実証試験に活用することも検討されている。
2025年現在、廃炉作業が行われており、順調に進行すれば2041年から2051年頃までに完了する見込みとなっている。

## 発電設備概要
同発電所の原子炉はすべて、米国のゼネラル・エレクトリック社 (GE) によって設計されたものを基本としている。プラント施工工事は鹿島建設によって行われた。7、8号機については建設計画を進めていたが、2011年3月の原発事故の影響で、2011年5月、計画を正式中止する旨の発表がなされた。
- 総出力：0 kW（全機廃止）

| プラント ナンバー | 原子炉形式                  | 格納容器 型式 | 運転開始       | 定格電気 出力 | 主契約者 | 主契約者        | 主契約者 | 建設工事費 | 現況                                                                                          |
| プラント ナンバー | 原子炉形式                  | 格納容器 型式 | 運転開始       | 定格電気 出力 | 原子炉   | タービン 発電機 | 付属設備 | 建設工事費 | 現況                                                                                          |
| ----------------- | --------------------------- | ------------- | -------------- | ------------- | -------- | --------------- | -------- | ---------- | --------------------------------------------------------------------------------------------- |
| 1号機             | 沸騰水型軽水炉 (BWR-3)      | Mark-1        | 1971年3月26日  | 46.0万kW      | GE       | GE              | GE       | 約390億円  | 東北地方太平洋沖地震および 福島第一原子力発電所事故により破損、事故停止 2012年4月19日付で廃止 |
| 2号機             | 沸騰水型軽水炉 (BWR-4)      | Mark-1        | 1974年7月18日  | 78.4万kW      | GE       | GE              | 東芝     | 約560億円  | 東北地方太平洋沖地震および 福島第一原子力発電所事故により破損、事故停止 2012年4月19日付で廃止 |
| 3号機             | 沸騰水型軽水炉 (BWR-4)      | Mark-1        | 1976年3月27日  | 78.4万kW      | 東芝     | 東芝            | 東芝     | 約620億円  | 東北地方太平洋沖地震および 福島第一原子力発電所事故により破損、事故停止 2012年4月19日付で廃止 |
| 4号機             | 沸騰水型軽水炉 (BWR-4)      | Mark-1        | 1978年10月12日 | 78.4万kW      | 日立     | 日立            | 日立     | 約800億円  | 東北地方太平洋沖地震および 福島第一原子力発電所事故により破損、事故停止 2012年4月19日付で廃止 |
| 5号機             | 沸騰水型軽水炉 (BWR-4)      | Mark-1        | 1978年4月18日  | 78.4万kW      | 東芝     | 東芝            | 東芝     | 約900億円  | 東北地方太平洋沖地震当日定期点検のため停止中 再稼働せず2014年1月31日付で廃止                  |
| 6号機             | 沸騰水型軽水炉 (BWR-5)      | Mark-2        | 1979年10月24日 | 110万kW       | GE       | GE              | 東芝     | 約1750億円 | 東北地方太平洋沖地震当日定期点検のため停止中 再稼働せず2014年1月31日付で廃止                  |
| 7号機             | 改良型沸騰水型軽水炉 (ABWR) | 計画中止      | 計画中止       | 計画中止      | 計画中止 | 計画中止        | 計画中止 | 計画中止   | 計画中止                                                                                      |
| 8号機             | 改良型沸騰水型軽水炉 (ABWR) | 計画中止      | 計画中止       | 計画中止      | 計画中止 | 計画中止        | 計画中止 | 計画中止   | 計画中止                                                                                      |

5号機の運転開始が4号機よりも先である経緯については福島第一原子力発電所5号機の建設参照。
原子炉形式の呼称
GEは安全規制、性能向上策の進展に伴って2〜3年おきに新型のBWRを発表し、それらは当時、1965年型、1967年型、1969年型などと呼称された。その後、建設プラントの名前を取って、ドレスデン2型、ブラウンズフェリー型などと称されたこともある。1972年に新型BWRプラントを発表する際にその名をBWR-6型とし、従来発表したプラントについてもBWR1〜5という番号付けをした。なお、格納容器にはMark番号が付いている。

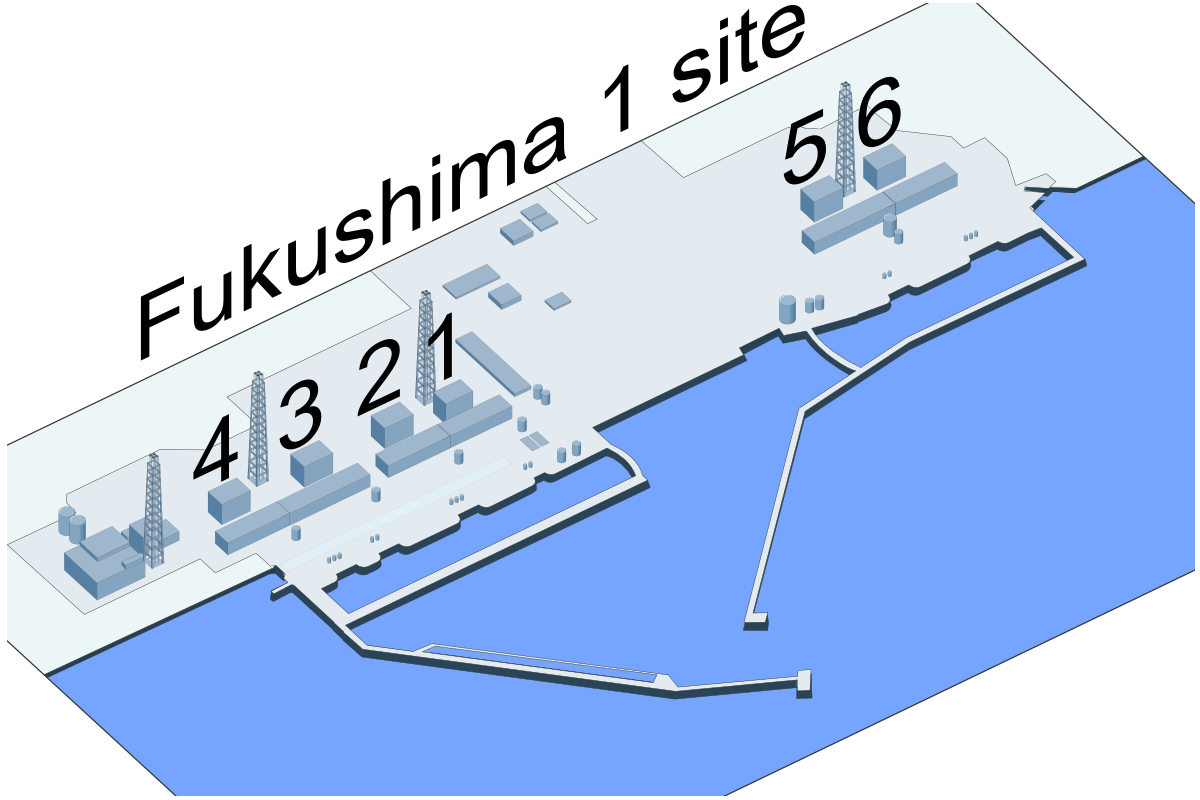
主要プラント 太平洋岸にほぼ南北に並んでいる。6号機の側が北。
事故状況（1-4号機およびトレンチ）

## 建設までの経過

### 常磐石炭産業の衰退
1950年代末期の福島県浜通りは高度経済成長の波に乗り遅れ、中通りと会津地方を含めた福島県全域の産業近代化率も全国平均の270%と比較して126%と低位であった。このため、福島県庁は産業誘致のため電源開発に努力していたが、エネルギー革命によって、茨城県助川から浜通り夜ノ森以南にかけて広がる石炭産業と、浜通り夜ノ森以北の林業 が衰えて来たため、新たなエネルギー源を模索していた。
ただし、『とうでん』1993年11月号によれば、東京電力社内に原子力発電課（後述）が設けられた1955年頃、東京電力の電源構成は従来の水主火従からの転換が漸く始まった頃であったが、その際に登場した火力とは石炭火力を意味し、燃料として石油を使用する事はまだ殆ど検討されていなかったため、社内では折からのブームに乗った原子力の方が石油火力より実現に向けた動きでは先に手をつけたものだったという。
今井孝三のルポによれば、助川〜夜ノ森では、最盛期の1961年には42の炭鉱で248万tの生産高を記録している。しかし、1969年には3炭鉱で215万トンにとどまり、事実上常磐炭鉱磐城鉱業所の管轄する2坑口からの生産がその内訳の大半を占める状態となり、中小炭鉱はほぼ消滅した状態であった。常磐炭の需要確保のため、すでに常磐共同火力発電所が設立され、1971年当時で72万kWの出力で操業をしていたが、将来的には石炭関連産業だけでやっていくことには限界があると考えられていた。

### 立地調査の開始
東京電力原子力発電課は、設計研究を進める一方で立地について関心を強め、課員らは伊豆半島、姉ヶ崎、鹿島、東海村、水戸射爆場跡地などを俎上に上げていた。これらの内、伊豆半島は地震多発地帯であり、岩盤に亀裂が多いことから避けられ、姉ヶ崎は東京湾岸で人口密集地に近いことから対象より外された。水戸射爆場跡地は日本原子力発電も隣接地に目をつけており、東海発電所の立地点となった。
立地選定活動について定量的に記載したものとしては、調査を担当した小林健三郎 が『土木施工』1971年7月号に投稿した記事がある。これによれば、発電所の総建設費を設置場所に係わりなく定まる固定費（例：主要機器）と、設置場所により変動する立地費に区分し、更に立地費を10項目に区分した。更に発電所の総建設費に送電線費を加えた額を初期投資として考慮し、立地費と送電線費が最も安価となる地点を調査した。政治、社会的条件は無視したという。この結果、同社管外を含め全国より291地点を素材地点として選定、当時の原子力立地基準に適合している73地点を選定した。実際に決定した敷地は「地点番号8：長者ヶ原」としてこの73地点に含まれている。開発規模4000MWで立地費を算定すると全国平均が4530円/kWに対して当地点は2887円/kW（いずれも算定年1967-1968年度）で平均値より低くなった。なお、双葉町に増設を決定する前の開発規模4基2812MW で立地費を算定すると3809円/kWとなり、開発規模を大きくとることでスケールメリットの利益を得られる旨が指摘されている。

### 福島県庁の調査・誘致活動
この間、福島県庁は東京電力とは別に、独自に原子力発電事業の可能性について調査を実施していた。松坂清作によると、福島県庁が調査研究を始めたのは1958年である。これに先んじて1952年には、当時福島県議であった天野光晴（浜通りの長塚(双葉町)出身）が、福島県庁建て替えの寄付の為に、当時東京電力常務であった木川田一隆（中通りの梁川出身）を訪問した。これにより、天野と木川田が親密になり、東京電力の原子力発電所が長塚に誘致される要因になった。
1958年当時の福島県知事は佐藤善一郎（中通りの福島市出身）であり、天野光晴は福島県議から国会議員に転身し、後に福島県知事に転身する木村守江（浜通りの四倉出身）は当時国会議員であったが、浜通りの夜ノ森周辺の自治体より産業誘致の相談を受け、東京電力社長の木川田に話してみたところ、「原子力発電所が好いのではないか」との回答を得た。しかし、木村が誘致の姿勢を示すと木川田は曖昧な態度を取り、1961年になって木川田の側から用地についての取りまとめを依頼してきたという。当時双葉町長であった田中清太郎によれば、当時、放射能に対するアレルギーは浜通りに無かったものの、発電所建設の下見のため木村や佐藤善一郎（木村守江の前任知事）が視察にやってきた際は目立つハイヤーではなく、ジープを用意してきた。当時の大熊町長・志賀秀正によれば、県の企画開発課から人が来た際にも、風体を山師のように装っていたという。
『福島県史 第18巻』によると外房の沿岸は砂丘地帯が連なり強固な地盤が無かった。このため、立地の適地は関東沿岸を北上し、「東海村近く」の「茨城県北部より宮城県南部の当福島県海岸は、非常に好適地」と見なしている。県庁が実施した調査の結果からは、県内の海岸地帯が(1)小名浜周辺、波立海岸周辺、松川浦周辺を除いて単調、(2)人口希薄、(3)30m程度の断崖になっていた、の3点から適地であると判断し、旧標葉郡の3か所を選定した。
- 大熊町、双葉町に跨がる地点
- 双葉町
- 浪江町

この調査結果は1959年の某日東電の常務会でも田中直治郎より報告され、木川田は買収を前提にお忍びで現地の視察を命じた。また『福島県史 第18巻』によると、浜通りは送電線の建設コストでも北東北の適地よりは有利であった。
また、福島県庁は当初東北電力にも打診したが、当時は奥只見水力発電所の開発が終了したばかりで供給力は過剰気味であったため、乗り気ではなかったという。県庁が提示した調査結果ではいくつか不足の点があったため、東京電力は追加調査を県に依頼した。これを受け1961年に発足したばかりの県開発公社では工業用水調査、航空撮影調査、地質調査などを実施した。1963年には大熊町に原子力発電所を建設する意向が内定した。
これと併行して、福島県庁は1960年5月に日本原子力産業会議に加盟した。知事の佐藤は企画開発部を動員して綿密な科学的調査を実施させた。企画開発部にて調査研究を担当したのは技師職に就いていた酒井信夫（後福島公害防止センター長）だった。当時酒井は次のような方針を立てて調査を実施した。
- 人間の知識で防止できるものは、最高水準の知識を使う。
- 人間が考えられる異常な現象をも組み入れて設計すること。

当時酒井の関心も誕生したばかりのBWRの安全性が確保出来るかどうかに向けられており、調査の焦点もそこに絞り込まれた。原子力産業会議に県が参加したのは調査のための情報収集を目的としており、同会議を通じて各国のレポート、政府当局、電力各社の動向などをモニターし、1961年には国際原子力会議にも出席して資料収集を続けた。
なお、県側の情報収集については酒井個人の役割を強調するコメントもあり当時担当した職員の一人は「酒井主査は原子力産業に関する情報を独力でかき集めていました。（中略）庁議にもかけ県首脳部の了解を得て地域開発の一環として東京電力に話を持ち込んだのです。東京電力と話し合いをしましたところ、あそこに水が出るなら、考えてもいいということになったんです。それで開発公社の資金を利用して酒井君に地下を掘らせたんです」と述べている。
福島県庁より正式に誘致を申入れたのは1960年5月であったという。その後佐藤の病死により公示された選挙戦を勝利した木村守江は佐藤の方針を踏襲し、福島県は1961年9月より東京電力と交渉を始めた。9月30日には双葉町議会、10月22日には大熊町議会が誘致を議決した。発電所誘致には両町議会共全員賛成であった。もっとも、恩田勝亘によれば、町議達には東電からの猛烈な接待攻勢がかけられたとしている。

### 用地取得
当地は、高さ30m余りの海岸段丘上にある。1号機所在地である大熊町の当該地は、1941年（昭和16年）4月に滑走帯が完成した帝国陸軍の磐城飛行場（長者ヶ原陸軍飛行場とも言う、帝国海軍の飛行場とする記述も見られる）の跡地である。第二次大戦後、この土地は民間に払い下げられた。国土計画興業が製塩のための塩田として広大な敷地 を買収していたが、製塩事業は調査時点では終了していた。また、残りの予定地もまた民有地だったが、一部が農地として使用されていた程度であり、残余は山林原野であった。東京電力は調査を進展させつつ、1964年に入ると用地買収交渉を開始、二期に渡った約96万坪、320万平方メートルの買収に要した価格は約5億円で、この他社宅地その他として約8万平方メートルを買収した。
このような僻地に発電所を設置した技術的な理由は、当時の日本の原子力発電所設置の考え方として「万一の原子炉設備の破壊事故により放射性物質の大気拡散時に周辺公衆に重大な災害を及ぼさない」ため、「発電所敷地を高い人口地帯から出来るだけ離すことを必要」としたからであった。

### 地理調査
東京電力は1964年12月に調査事務所を現地に設置し、気象、海洋気象地質、地震発生率、資材運搬の地理的条件、地下資源の埋蔵状況等を調査し、1965年10月に安全性、経済性から原子力発電所の立地が可能と決定した。以下では、県と東京電力が実施した調査結果について説明していく。

#### 立地点の地形

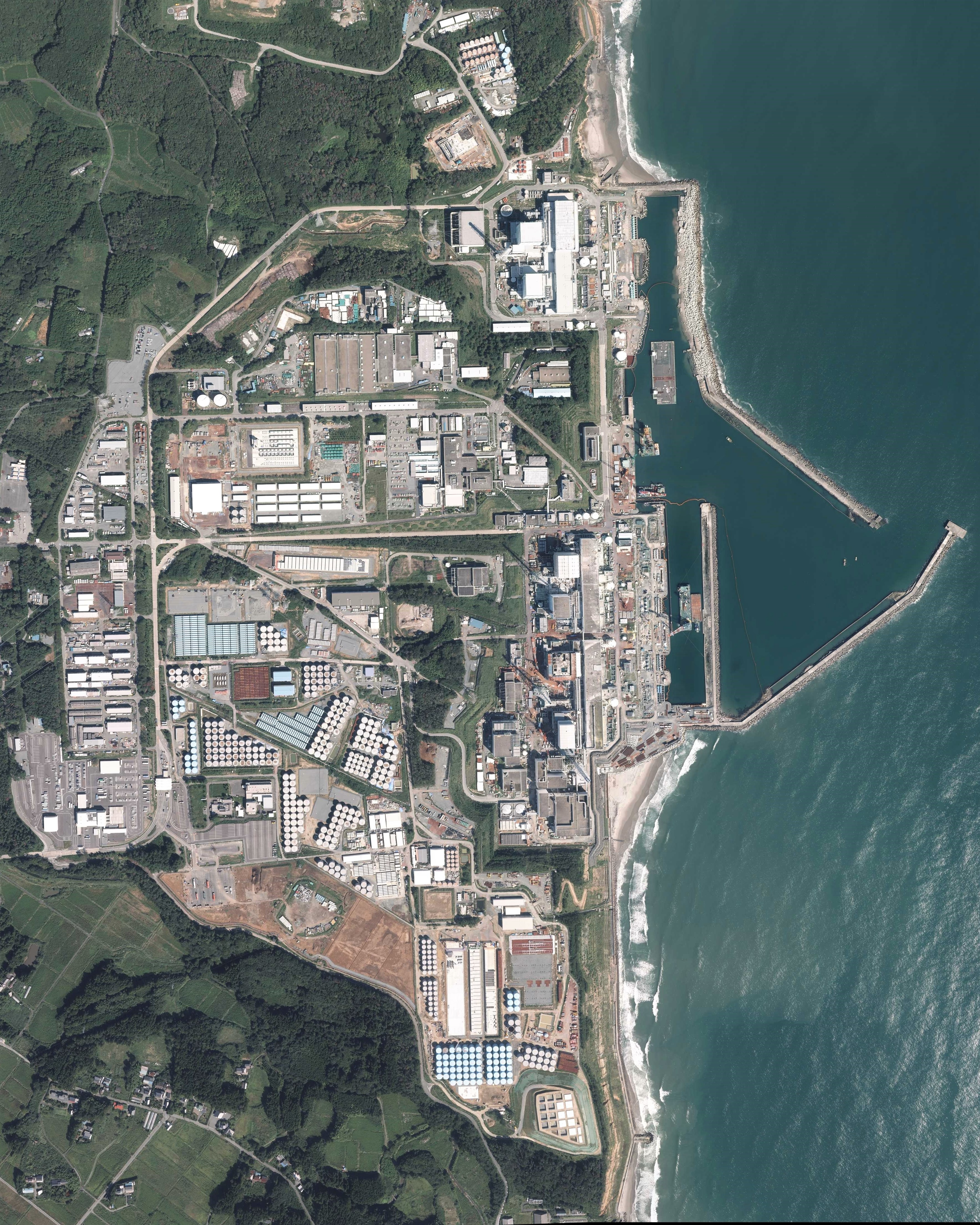
福島第一原子力発電所周辺の空中写真。2013年（平成25年）10月撮影の2枚を合成作成。。

本発電所の立地点は相双地帯南部の海岸段丘地帯に位置し、ゆるい傾斜のある丘陵であった。東側は上述のように元々は急峻な断崖であった。地質としては下層に砂岩、その上層にある富岡層に属するシルト岩が主体であり、更にその上を砂礫からなる段丘堆積層が覆っているが、その層厚は不整合である。砂岩はかなり締まっておりN値40以上であったという。富岡層の層厚は200〜400m、間にレンズ上の砂層を挟み、その他の性状は下記の様になっている。
- 泥岩部分の極限支持力：700〜1000t/平方メートル
- 弾性波伝播速度：縦波1700m/sec、横波610m/sec

敷地前面の海底形状は沖合600m、1000m、1300m付近に河線に平行して高低差2〜3mの不規則な起伏があり、複雑な地形であるが、海底勾配は全体として沖合450m付近まで60分の1の急勾配、それより沖合は130分の1の緩勾配となっていると言う。海底は基層である泥岩の上に深いところで2〜3mの砂層が堆積し、水深が深くなると砂層の堆積は薄くなる傾向にあった。

#### 風況
敷地地上8mの風向分布は調査の結果次のように報告された。
- 年間を通じ西、西北西、北北西が卓越し、出現頻度は各々約12%弱
- 上記はいずれも敷地から海へ向かう風である
- 年間の風速は毎秒約2.5mで、最多風速は毎秒約2mである
- 静穏状態の出現頻度は4.5%である。

英国気象局方式分類による敷地の年間の大気安定度については下記のように報告された。
- D型：出現頻度40%弱
- B, C, F型：出現頻度各18%弱
- E型：5%弱
- A型：0.2%

また、80m以上に逆転層があり、80m以下が逓減である拡散上悪い気象状態の出現頻度は年間1%程度であるという。

#### 海象状況
『月刊　土木技術』の記事によれば、東電が実施した取水設備、港湾設備等の土木工事の開始にあたって、1964年12月の用地取得・現地調査事務所開設と同時に地質調査、海象調査を開始し、1966年12月の防波堤築造までの2年程実施したとなっているが、「調査期間が短期間であるため防波堤の設計に役立つ十分な資料をとることはできなかった」とも記されている。
当時、発電所の立地点では継続的な潮位観測を実施しておらず小名浜港のデータ（O.P. = Onahama peil 小名浜港工事基準面）が参考にされたが、その観測結果（1951年〜1961年）は次のようになっており、こうした情報を元に防波堤の設計などが実施された。
- 高極潮位：O.P+3.122m（チリ地震津波）
- 塑望平均満潮位：O.P+1.411m
- 平均潮位：O.P+0.828m
- 塑望平均干潮位：O.P+0.091m
- 低極潮位：O.P-1.918m（チリ地震津波）

波向は次のようになっており、汀線に直角な東方向が多い傾向であった。
- 冬期：東北東方向が卓越
- 春期〜夏期：東〜東南東方向が卓越
- 秋期：東方向が卓越

近隣他港のデータを主に参考としたとは言え、本地点での調査自体も実施されている。波浪観測は1965年2月より開始され、波高は水圧式波高計、波向はトランシットによる目視観測を実施している。

### 配置計画

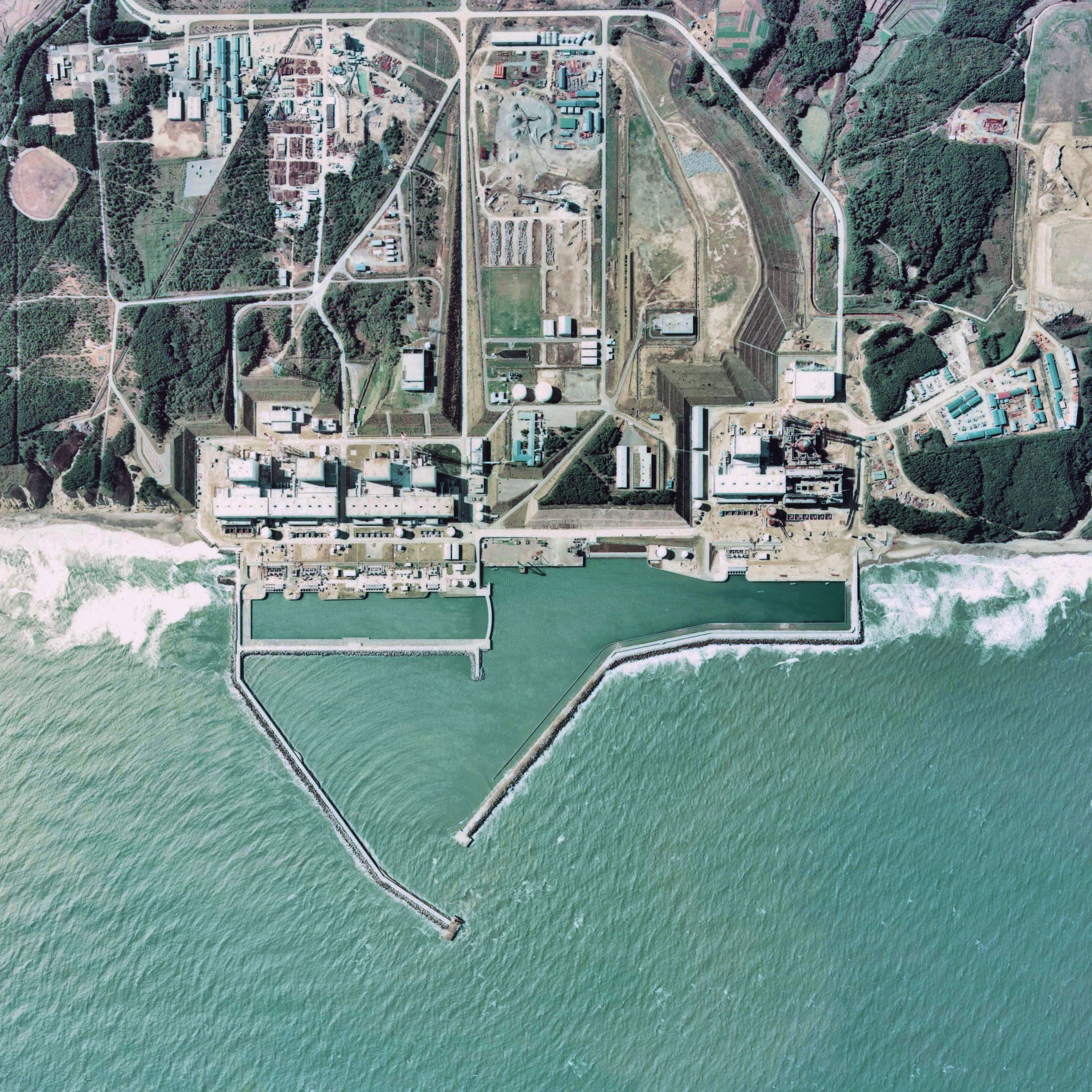
1975年当時の福島第一原子力発電所（3-6号機は建設中）

1号機を選定した際、スペインにて先行して工事が進められていた同型炉の計画を活用したが、モデルとなったサンタ・マリア・デ・ガローニャ原子力発電所1号機は内陸にあり、契約業務と並行してプラントレイアウトについて検討が進められた。その結果、海側にタービン建屋を設置し、その脇の山側に原子炉建屋と主変圧器などを設置することとした。事務本館はタービン建屋の中村側に設置し、1、2号機用超高圧開閉所は両ユニットの山側、標高35mの台地上に設置した。なお、1号機周辺の敷地は上記の標高30ないし35mの台地を掘削し、標高10mで整地された。東京電力が企画した「黎明」という宣伝映画では掘削時の映像が収められている。原子炉建屋など重要度の高い建物を岩盤に直接支持させるため（岩着、後述）であったが、津波の可能性は下記に示すように建設当初より、一定のレベルまでは考慮していた。整地面レベルは津波対策に必要とされた敷地高さ4mを上回る10mとなったが、この高さが最もコストを低減するためだった（下記別節にて詳述）。
『東芝レビュー』1969年1月号にて一木忠治が述べているように、整地面レベルでこれらの建屋をどのような位置関係で配置するかについてもいくつかのパターンが考えられている。高城真（当時の東京電力原子力部電気機械課）によると、タービン建屋は復水器冷却水の取水・放水を考慮して出来るだけ海岸に近いところに設置し、本発電所では「タービン発電機の軸を海岸線と平行にし横から復水器冷却海水を取り入れ、山側にタービン建屋に隣接して主変圧器を置き、発電機から主変圧器までのアイソレ母線を短くし、さらに山側にある開閉所までの電力ケーブルが短くなるよう配慮」した。
なお、2号機と3号機の間には施工管理、運転管理上20mの空地が設けられた。
また、発電施設を海岸沿いに設けているため、元の海岸線からどの程度海側に突き出すかについても検討され、下記の3案を比較した。
- a1案：敷地全体を陸上部に配置：84.3億円（土工費+取水設備費+港湾費）
- a2案：原子炉建屋、タービン建屋等は陸上部に配置し取水設備は埋立部に配置：78.9億円
- a3案：原子炉建屋、タービン建屋等プラントの敷地全体を埋立部に配置：84.0億円

この結果、a2案が最も安価であったので採用された。

### 敷地造成
敷地造成工事は後述するプラント設備のように、GEとのターンキー契約の対象ではなかった。東京電力の施工範囲とされ、東京電力の指示でゼネコンが工事に従事している。
- 熊谷組：敷地造成、冷却水路関係、物揚場護岸
- 間組：原石山骨材プラント
- 前田建設：バッチャープラント、コンクリートブロック
- 五洋建設：防波堤

工期は1966年6月1日より1967年3月末までの10か月間であるとされたが、仮設設備や梅雨の影響を考慮すると実質的には8か月半、更に道路部分の掘削はコンクリート舗装を考慮し少なくとも2か月前には掘削を完了する必要があった。1号機分として必要なスペースは170m×200mである。この敷地造成に当たり、掘削必要量は約120万立方メートルであり、地質に適合した大型機械を使用した。具体的には標高35mから標高27mの間は柔らかい土質で地下水の湧出も少ないためのモータースクレーパーを使用し、標高27mから標高10mの間は常に地下水が湧出し地盤がぬかるみやすい層であったのでウェルポイント工法で地下水を汲み上げし、仮排水路も設置しつつ、掘削にホイールローダーが使用された。
埋立、浚渫のその他の仕様数値については下記の様になっている。
- 1号機用整地面積：約32,000平方メートル[57]
- 掘削土量約995,000立方メートル[57]
- 物揚場泊地水深：O.P.-6.0m[57]
- 取水路開渠水深：O.P.-3.5〜-4.5m
- 浚渫土量：約230,000立方メートル
- 埋立：380,000立方メートル
  - 内切取埋立約150,000立方メートル

なお、防波堤堤体材料は東京電力が材料を建設業者に社給した。付近の小河川の産骨材は殆ど乱堀されていたので、供給源は本地点南西18kmに位置する滝川付近の原石山の社有地に採掘場を設け、骨材を生産した。コンクリートブロック、テトラポッドの生産も実施した。岩質は花崗閃緑岩、輝緑岩であった。
本発電所の初代所長、今村博によれば、長者ヶ原飛行場は上述のように戦時中アメリカ海軍より艦砲射撃や爆撃を受けたため、用地造成中には土捨場から50kg爆弾が発見されて山形県神町駐屯地より不発弾処理隊が派遣されたこともあったと言う。
高山正之は、東電側は海岸線の高い丘の上に建てる計画が、揚水にコストがかかるため、丘を削らせて低地にしたうえで建設するというGE側の主張が通ったと述べている（これは事実とは異なる）。

### 敷地地盤高の決定
一木忠治が東芝レビューに投稿した記事によれば、整地面レベルを決定する際、通常のプラントでは建屋設備の配置、建設作業に必要な用地を経済的に造成できることが必要としていたが、原子力発電所の場合はそれに加えて、当時から次の点を考慮していたという。
- 高潮、津波への危害を回避すること
- 原子炉建屋の設置に適する場所であるかの検討（耐震性、岩盤支持の問題）

高潮、津波対策としては土木的には下記の2種の方法が挙げられている。
- 整地面レベルを高く取る
- 防潮堤、防波堤を構築する

しかし、防潮堤、防波堤の構築は当時信頼度の点から好ましい手段とは見なされていなかった。そのため、整地面レベルの決定に際しては、「過去の記録あるいは何らかの科学的推論にもとづく最大の高潮や津波時の海水面レベルの上昇の想定値に多少の余裕を与えて」さらに岩盤支持の問題も考慮して最低の許容レベルが決定された、としている。
なお、津波の検討に使用された参考文献として小林健三郎は下記の文献を挙げている。
- 羽島徳太郎「日本太平洋岸における遠地津波」『東京大学地震研究所報』43, 46, 47、東京大学地震研究所、1965, 1967, 1969 エラー: 日付が正しく記入されていません。（説明）。

1966年5月20日の講演にて田中直治郎は、30mの台地を23m掘削して海抜7m程度とする旨を述べていたが、同時に「GEから見積書と仕様書が出ると、配置、レベルについてはさらに多少の変更を要するので、請負業者とは打合わす必要があると思います」としていた。その後高波、津波に対して「十分安全な高さ」を考慮し上述のように海抜10mで決定、施工された。また、地下1階まであるマークIのような標準プラントでは、東芝レビューによれば整地面レベルから10m程度掘り下げたところに岩盤があるのが望ましいとされた。結局、1号機の原子炉建屋の底面は整地面より14mほど掘り下げられた高さに位置することになった。敷地地盤高がこのような形で決定したのは、定量的な比較検討を経たからで、小林健三郎は1号機の運転開始後、次のように振り返っている。

#### 港湾施設の計画
それでも写真のように、小規模な港と防波堤が建設されたのは次の理由からである。復水器冷却用水の取水法を検討した際、海底パイプライン、海底隧道、桟橋、港湾の各方式を比較検討し、最も経済的であり、且つ建設資材や運開後の燃料搬入にも使用できる港湾方式を採用した（1-6号機完成時点では毎分245立方メートルとなった）。取入口の海水輸送用の鉄管は1号機の例で直径2.4mもあった。なお、港湾方式による取水は在来の東京湾岸の火力発電プラントにおいても多用されている方式でもあった。また、重量物搬入の面が重視された背景には軽水炉特有の事情も影響していると言う。つまり、当時の一般火力に比較しても蒸気条件が低いため、圧力容器、タービン、発電機のいずれもが大型とならざるを得なかった。圧力容器を例に取ると1号機で重量440t、直径約5m、高さ約19mであり、厚肉のため現場溶接は不可能であった。このため、後述のように防波堤を港湾周囲にめぐらす工事が実施された。
なお、物揚場バース長は170mである。港内波高と荷役の安全から物揚場敷地地盤高はO.P.+5mである。
『月刊エネルギー』に掲載された今井孝三の見学記事では、圧力容器の他、復水器、タービン、発電機、変圧器等の重量物の陸揚げに使用され、1968年10月以降1971年2月末まで、3年弱で96隻の着岸があったという。
1970年代、外洋に面した立地で発電所を建設していた国は日本の他には少なく、本発電所には発展途上国だったインドや内陸に発電所を建設する傾向が大きかったヨーロッパの技術者が見学に来ていたという。

#### 防波堤
海象調査や近隣地点のデータ検討の結果、設計波高として、6.5m（1/3有義波、周期16秒、波向東北東）と決定した。防波堤の平面形状については電力中央研究所に依頼して問題点の把握に努めたという。このため、中央研究所で平面縮尺100分の1、二次元実験36分の1の模型実験（防波堤の波浪遮蔽効果実験等）が実施された。防波堤設計に当たっては日本港湾コンサルタントの助言も得ている。
防波堤の設計に当たっては、取水口開渠内の最大波高が50cm以下になるように計画し、南北2本の防波堤で波浪を防ぎ、この防波堤を超えた波については取水口周辺に設けた東防波堤によって防ぐものとした。建設する港については3000トン級の船舶が入港可能なように、港口幅100m、港内泊地の水深6mを確保している。防波堤外には波消用にテトラポッドを投入した。
- 北防波堤天端高：O.P.7m
- 南防波堤天端高：O.P.5m

『東電社報』1969年5月号によれば付帯施設とは言え新規に港湾をひとつ建設する工事であり、築堤のために海中に埋められるコンクリート構造物だけで約58万トンにもなった。原石山からの輸送には大型ダンプ20台が毎日7往復したという。ただし、砕石運搬道路沿いの桜を伐採する問題もあり、港湾工事を総指揮していた小林健三郎は対応に苦心したという。南北防波堤共、先端部に使用するケーソンは小名浜港で建造し、合計で10個が埋設された。1個の重量は700〜800tになる。
『電気情報』1969年10月号での座談会では「太平洋の荒波に面したこのような当地点に、僅か三〜四年の短期間に、総延長二四〇〇〜二五〇〇メートルの防波堤をつくるということは、東京電力は勿論のことわが国においても初めての工事です」と新規性が指摘されている。
また、発電所開所後福島民報が女性社会科教室を主催し、サービスホールを訪問した際に当時の館長菊池健の説明を引く形で「津波にしても延長二千八百メートルの防波堤がたいていの波浪をシャットアウトしてしまう」などと報じている。

#### 地震動の検討
柴田碧によれば具体的作業の面から地震動の検討について見ると、福島や敦賀発電所の時代は、個別のプラントごとに社内委員会の形で議論されたという。福島については、河角マップ を元に、1936年に宮城県沖で発生した金華山沖地震時の金華山神社の記録調査などが実施され、金華山近くの内側の地震発生機構を討議したという。
豊田正敏の機械学会での発表によれば、1号機の建設当時検討した歴史地震の頻度などについては下記のような結果だったという。
- 敷地周辺で被害を及ぼした地震については著しい被害は見られない。
- 強震（当時の震度5）[注釈 18] 以上：150年に1度
- 烈震（当時の震度6）以上：400年に1度

## 建設の経過
ここでは便宜上1号機着工に合わせる形で準備所より改組され、6号機が「完成」 するまで設けられていた福島原子力建設所が存在した時期の各施設の建設経過を中心に記載する。

### 1号機
ただし、耐震設計思想については他号機と共通事項が多いため本記事でも記載する。

#### 耐震設計
耐震設計については、上記のような災害想定を踏まえつつ、建設当時既に通例化されつつあった、重要度分類に応じた4段階の区分を前提に実施された。
- クラスAs：原子炉圧力容器、原子炉格納容器、圧力抑制プール、ベンド管、全貫通部及びエアロック
- クラスA：原子炉建屋、廃棄物処理建屋、制御建屋、原子炉建屋内クレーン、排気ダクト、排気塔
- クラスB：タービン建屋、サービス建屋、タービン台、タービン建屋内クレーン、排気貯留系室
- クラスC：As, A, Bに区分されない全ての建物、構築物

なお、本発電所1号機の耐震設計仕様書作成は1965年のことであり、敦賀発電所と炉のタイプが共通していることもあって、格納容器、ダクトの仕様については簡略化されていると言う。
この結果、1号機の設計用地震加速度は下記の様に申請され、そのまま認可された。
- クラスAs：0.27g
- クラスA：0.18g[注釈 21]。

ここで、上記でも触れた岩着思想について本発電所での実例を踏まえながら説明する。日本の原子力発電所では、原子炉建屋やタービン建屋は通常の建物のように杭だけを岩盤に差し込むのではなく、岩盤が露出するレベルまで土地を掘り下げ、ベタ基礎のように人工岩盤（これをマンメイドロックと称する）のコンクリートを打設し、建屋底部を半ば岩盤に埋め込んで一体化させている。本発電所にてもこの手法が取られた。これは、同じ地震では岩盤層の方が表層地盤より揺れが抑制されると言う考え方と、揺れの際に表面の柔らかい地層に施設を建設すると、不同沈下が発生して機器の異常に繋がる可能性があるため、これを防止する目的がある。福島原子力建設所建築課長の加藤恒雄は『電気情報』1969年10月号の座談会にて、岩着思想の説明を行い「一八〇ガルの地震が加わった場合に、その上にある比較的軟らかい上層とでは、地震を受けた場合の振動は、当然軟らかい層での方が大きく揺れますので、三五メートルの標高での地表ではガルは約二倍半くらいふれることになり、四五〇ガルの地震に相当する。この四五〇ガルの地震とは、当地方では経験したことの無いもので、従って基盤で一八〇ガルを採用すれば、十二分に安全である」と説明している。なお、耐震設計については東京電力で直接実施し、その結果をGEに提示して構造計算を行っている。

### 福島幹線の建設
エリア外の浜通りに発電所を建設したため、需要地である東京首都圏への送電のためには新たな幹線を建設する必要があり、最初に建設されたのが福島幹線である。

### 安全協定の締結
後に、日本の原子力発電所ではどこも地元自治体と安全協定を結ぶことになったが、当時は関係当事者にとっても初体験のことが多く、安全協定締結もその一つであった。松永長男によれば安全協定は法律上要求されるものではないため東京電力としても最初は締結を考えていなかったという。しかし、ある日、福島県の方から構内立ち入りと放射線モニタリング評価を骨子とした協定を要求された。松永は大急ぎで協定原文を書き上げ県に提示したところそのまま了解を貰えたため、これを成文化する方針となった。またこの時福島県側からの追加提案で双葉、大熊両町にも提示するように薦められた。松永は初代所長の今村博を通じて両町に提示したところ、「そのようなわずらわしいことには関わりたくない」旨の返答があったという。また、協定の社内手続きを済ませる前に（当時原子力行政の中心を担っていた）科学技術庁に照会したところ、原子力課長の都築（当時）が「県に立ち入り検査権を認めるというのは法律違反だ。立入検査権は国が法律に基いて保有する権利で私人の契約で認めるのはよくない」と強硬に反対したという。そのため検査という言葉は調査に改められ、協定が締結されたという。この協定は同時期に進行していた関西電力の安全協定と比較され、東電方式と呼ばれた。

### 保安規定の作成
1号機を運開した当時の原子炉規制法でも保安規定を作成する必要が記載されていた。そのため松永長男は保安規定の作成を若手技術系社員と共同して実施した。作成関係者が原子力部内の者に限られ、安全に関係するので抽象表現を控えて詳細な内容で仕上げたが、規定は科学技術庁の認可事項であるので、ドラフトを持参してチェックしてもらったところ、「詳しすぎる。余分なことが書いてある」と指摘されたという。松永は「本質は安全を守るために必要な事項を会社の内部規定として作るものであるから、規則に定めがないから、書いてはいけないということにはならない」と反論した。結果、を原子炉規制法の許認可が必要な部分と不要な部分に区分けして別々の規定とするように提案を受けたが、交渉で押し切り原案で認可された。松永は「官庁としての感覚がよく分かった」と回顧している。

### 国産化への道
下記で掲載する表にあるように、原子力発電では国産化率が指標の一つにあり、これを高めることが求められた。このような動きについては東京電力も考慮しており、『月刊エネルギー』1968年3月号にて、2号機では国産化率は1号機と同レベルに留められたものの、主契約者を国内メーカーとし、建設の責任体制を取らせ、経験多面化のため国内メーカーの建設担当個所を交換させる意向を図ったとしていた。また、田中直治郎は同記事にて日本の原子力研究が先進国に対して10年の遅れがあるとし、「このような国産化の初期の段階においては、たとえ実用規模の施設であっても研究開発の色彩が強く、完全な商業用とはいい難い」「1号炉は大容量重油専焼火力に比し経済性は及ばず、2号炉以降は大容量のものはこれに比肩しうるとしても、火力発電に比し、巨大の投資を必要とするので、準備金制度等、内部資金蓄積の措置を望むものである」としている。

### 2号機
田中直治郎によると1965年から1966年に通産省に対して提出した施設計画では、2号機は出力60万kW で、共通施設である港湾、取水設備費を按分して発電原価低減に資することを考慮し、4号機まで本発電所に設置を検討していた。ただし田中は50Hzの機種としては60万kW程度のものがメーカー各社のラインナップに無いこと、2号機以降の炉型をPWR、BWRのどちらとするかは白紙である事、コモンウェルス・エジソン社が発注したBWRが80万kWであることを踏まえ、「60万kWでは小さいような感じがしないでもない」「今後の国産化を考えていく上（中略）機種をあまり変えますと、国産化が難しい」と述べている。
1967年になるとGEは受注量の急増から500、750、1000MWの3タイプの標準容量の炉を発表した。いわゆる1967年型と呼ばれるタイプであり、後にBWR-4と改称されたタイプである。上述のように東京電力は2号機をこの中から選定し、発電端出力784MWのタイプとした。2号機の商業運転開始は1974年7月18日となった。

### 草創期の人員配置
本発電所での運転が開始され、規模が拡大されるに従い、本店を含めた原子力関係部門も逐次拡大整備されていった。1号機、2号機の運転開始は労働組合側にとっても新規性のある出来事であったため、『東電労組史 第2巻』では運転開始に当たって取り決めた諸規程、人員配置、体制その他について詳しく記載されている。下記に人員配置について示す。増設により関係人員が増加していることが読み取れる。
| 部署   | 部署       | 1号機運開時                                                   | 2号機運開時                                                   |
| ------ | ---------- | ------------------------------------------------------------- | ------------------------------------------------------------- |
| 総務課 | 総務課     | 20名程度                                                      | 未記載                                                        |
| 労務課 | 労務課     | 11名程度                                                      | 未記載                                                        |
| 保安課 | 保安課     | 23〜24名程度                                                  | 35名程度                                                      |
| 経理課 | 経理課     | 20〜21名程度                                                  | 未記載                                                        |
| 技術課 | 技術課     | 23〜24名程度                                                  | 17名程度                                                      |
| 発電課 | 課内計     | 45〜46名程度                                                  | 65名程度                                                      |
| 発電課 | 直人員／班 | 当直長：1名 当直主任：2名 操作（主機）：2名 操作（補機）：3名 | 当直長：1名 当直主任：1名 操作（主機）：3名 操作（補機）：5名 |
| 保修課 | 保修課     | 17〜18名程度                                                  | 41名程度                                                      |
| その他 | その他     |                                                               | 研修指導員2名程度                                             |

発電直については運転開始当初から当時の火力発電と同じ3交替制を採用している。

### 3号機
2号機と同型だが、主契約者は東芝に変わり、国産化率は約90%であった。

### 建設工程の繰り延べ
中村良市によると、オイルショック後の需給落ち込みを理由とし、本発電所でも建設工期の繰り延べが実施された。1975年1月15日、中村の元に電源計画課長より呼び出しがあり、5、4、6各号機をそれぞれ約1〜1.5年工期延長してもらうため、工程表を翌日までに提出するように求められ、徹夜で工程表を引き直したという。延期を求められた時点で各号機の状態は下記のようになっていた。
- 5、4号機：据付が進行しており長期保管体制を検討した（5号機の例については別記）。
- 6号機：PCVの据付は完了していたが、大部分の機器は現場に到着しており、タービンなどGEから輸入する機器も1年以上保管する必要があった。

ただし、6号機は設計の遅れをこの延期で取り戻すことが出来たという。

### 5号機
双葉町に配慮し、4号機より先に5号機の方が着工することで進められ、1971年12月に着工された。
5号機の設計は基本的には2・3号機を踏襲したものだが、着工後、電力需要状況悪化により1975〜1976年の約2年間、長期保管期間を挟んだため、この期間を最大限利用して国内外の先行BWR機の貴重な経験を及ぶ限り盛り込むことができた」と述べている。結果、建設には76か月の期間を費やしている。
なおオイルショックの際に早期投入を企図したのとは反対に、このような運転開始延期が響き、1977年の夏は供給力不足が懸念された。結局、1977年の定期検査では原子炉給水ノズルに熱疲労割れも発見され、1〜3号機が停止し、発電所全体の稼働率は19%まで落ち込んだ。

### 4号機原子炉圧力容器矯正事件
この出来事は元バブコック日立社員田中三彦の証言により明らかとなった。
4号機の主契約者は日立製作所とされ、『電気新聞』でこれが報じられたのは1971年6月の第55回電調審後のことだった。東京電力から日立が70万kW以上の原子炉を受注するのは初であった。この理由として「四号機で日立が担当しないと東電の原発計画はすぐに出力110万kWの大容量に、更に五十二年度からは出力150万kWユニットに出力拡大が計画されているので、四号機を受注できないと日立は自主技術開発の足場を固める上で東芝に遅れをとることになる」という事情を解説している。
4号機の原子炉圧力容器はバブコック日立呉第2工場で製造された。当時日本で最高レベルの技術を持つ工場であり、1974年1月にはアメリカ向けに、同国の厳しい審査をパスして原子炉圧力容器を出荷する成果も挙げていた。しかし、1974年6月、本発電所4号機用の原子炉圧力容器の製造工程の最終段階に当たる最終焼鈍という過程にて、当時の関連法規で規定した許容範囲を超えて容器が楕円形に歪んでしまった（人の目では判別不能なレベルであるが、計測すると楕円となっていた）。圧力容器を再製作した場合、工程遅延と損費発生の問題があり、パブコック日立はクリープリラクゼーションの原理を応用し、高温下にて内部から突っ張り棒（ステー）にて真円になるよう応力をかけ、容器にかかる力を軽減して矯正する計画を立てた。後に原子力撤廃の立場を明確にする田中三彦はその検討計算のため当時使用料が高額だったIBM370の使用許可を貰い、計算に当たったという。矯正作業は仏滅を避けて実施され、歪みは規定の範囲内に収まった。しかし、発注者の東京電力はこの作業を知らされることはなく、矯正後の検査で最初に立ち会ったという（後に公表されてから、朝日新聞の取材に対して東京電力は申し入れは受けていたとも回答している）。世間一般に対してこの話が公表されたのは、1988年『BOX』誌主催の反原発シンポジウムの席上であった。
日立は技術的に問題ない旨のコメントを出したが、田中は下記を指摘し「後遺症」に対する懸念を表明している。
1. 予定外の追加焼鈍により靱性が低下している可能性がある
2. ステーの反力が作用した個所にはクリープひずみが発生し、これも靱性の低下につながる
3. 圧力容器内部にはステンレスが内張りされているが、容器本体との境界部は材料強度上デリケートである。矯正作業を実施したことで亀裂等の問題が発生した可能性がある。

ただし4号機自体は先行機で生じた不具合改修の成果を盛り込んだため、1978年8月31日に定期検査入りで停止した際、当時の日本のBWRで最長の283日間の連続運転記録を打ち立てている。

### 接続基幹系統の拡充

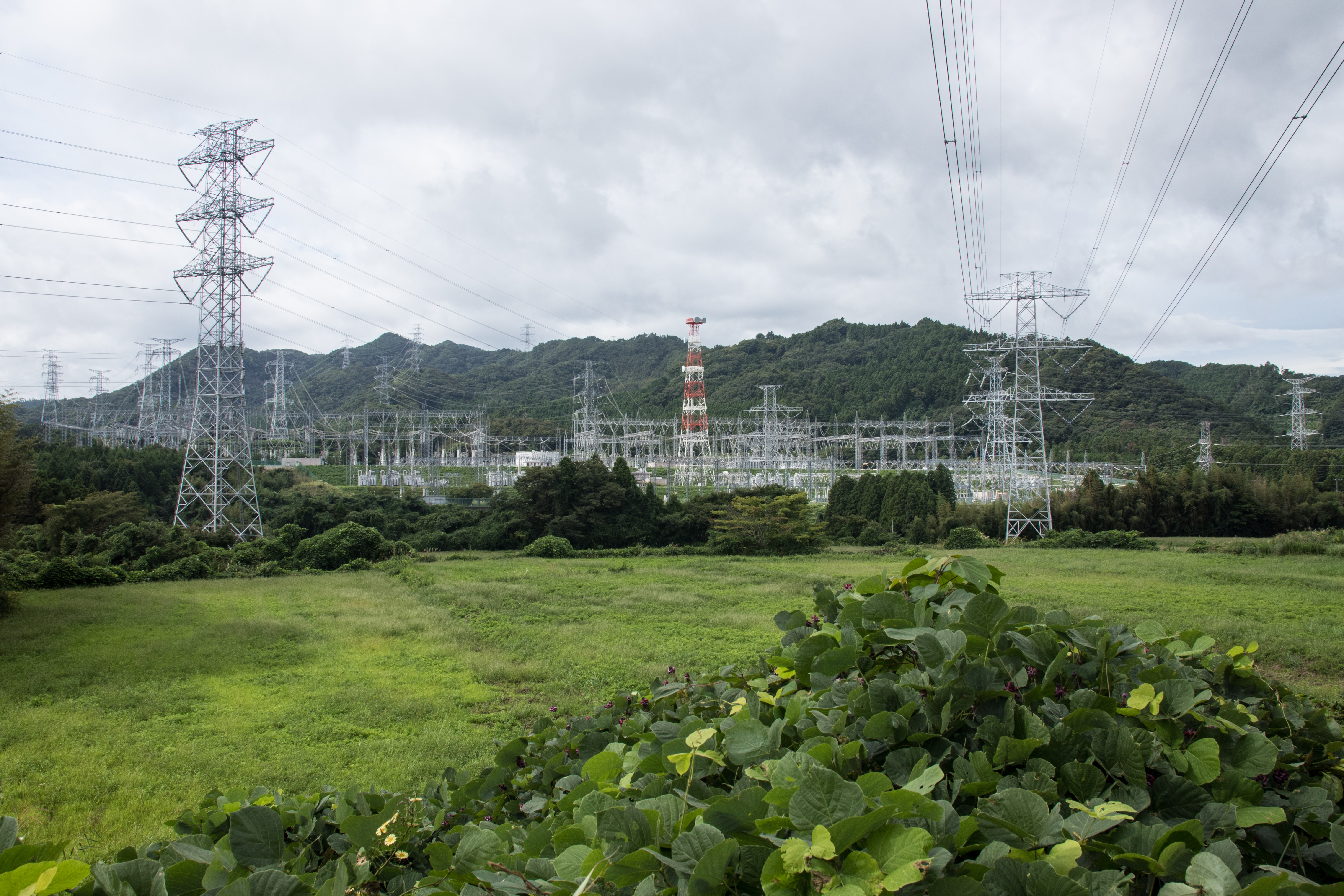
新福島変電所（福島県双葉郡富岡町）
左：275kV第二大熊線 右：275kV大熊線

基幹送電設備についても発電所の出力増大により潮流が増大することに対応して福島東幹線が建設され、1976年6月に完成している。なお新福島変電所に到達した福島幹線、福島東幹線は変電所–本発電所間に増設された新双葉線を含め、最終的に次のように分割、接続された。
- 新双葉線 (500kV)：5、6号機に接続
- 大熊線 (275kV)：1、2号機に接続
- 第二大熊線 (275kV)：3、4号機に接続

### 6号機
6号機は当初BWR-4を継続して建設する計画だったが、1976年以降の電力需要、技術開発状況、系統容量の面から電気出力を100万kW以上に増大する事とし、併せて日本原子力発電東海第二発電所の建設と道筋を揃えてBWR-5、格納容器にMark IIを採用した。
6号機は1979年10月に運転開始し、発電所内に同居していた福島第一原子力建設所は廃止された。12月には関係者700名が出席し完成式典を挙行した。

### 建設工事費の高騰
ニクソンショック、第一次オイルショックによる狂乱物価の影響で、建設費は高騰し、中村良市は1974年6月には現場から工事費が足りないので何とかしてくれと泣きつかれたという。しかも6号機の場合は計画稟議をとっただけで、実施稟議も申請前の状態であったのに、この要求が出される程、当時のインフレーションは急であった。結局5、4号機も更改稟議の決裁を貰い、当初実施予算と比較すると実際の建設費は下記のようになったという。
- 5号機工事費：当初の約1.3倍
- 4号機工事費：当初の約1.3倍
- 6号機工事費：当初の約2倍

## 発電所運営の経過

### スリーマイル原子力発電所事故の影響
1979年3月28日スリーマイル島原子力発電所事故が発生し、東京電力は事故対応策を提案し、本発電所に対しても緊急点検、県による視察、同種の事故への体制強化策などが段階的に講じられたが、その中には以前から社内で指摘されていた事項も含まれていた。

### メンテナンス活動（1970-1980年代）
- 1969年2月、1号機の運転開始に備え、本発電所に発電準備事務所を発足した際、上述のように保安課が設置された。所掌は安全管理の諸準備、検査に使用する機材の点検（防護具の選定・改良、測定器の校正）、建屋内外の放射線管理などである。1号機のみ運転開始している状態であった1973年初頭の時点では、総勢34名であった[103]。RWP（放射線作業許可書）の発行も保安課の業務であった[104]。請負業者への保安管理説明講習会もこの課で実施し、1973年時点でビデオコーダーを使用した視聴覚教育で効率化を図っていた。課員達は平均年齢が26歳と若く、毎週勉強会を開催して各自が研究発表していたという[105]。サーベイ・メーターは多くの台数があり、1日1台は故障が出ていたが、修理には10年選手で原子力計画課で2年勤務後保安課設立時から転属した、第1種放射線取扱主任者を取得したベテランが当たっている風景が紹介されている[106]。ただし、1978年に『とうでん』で実施した座談会によれば、保修課から見ると作業安全管理は「作業能率といった面からだけ考えますと、やはり相当ブレーキになることもあります」と述べられ、着替えの手間が例示されている[107]。
- 1973年頃には福島第二原子力建設準備事務所、広野火力建設準備事務所と本発電所の3事業所で「浜通り情報連絡会議」を毎週開催、公害総合本部を中心に各所長クラスが出席し、情報交換をしていた[108]。また、本店との情報連絡を早急に実施するために、テレファックスを導入していた[108]。
- 本発電所第一発電課（1978年当時）によれば、2、3号機の例で、運転中に実施する検査として毎日実施する物が5種類、週1回実施する物が25〜30種類、その他、月1回、3か月に1回実施する事項などもあり全体では検査の種類はとても多いという[109]。原子力保修課課長（1983年当時）の笛木謙右によると保全作業は日常点検と定期検査に区分出来、日常点検では主要機器、安全施設・安全保護系の作動確認など、約85種類の試験が日、週、月、季等の周期で実施されている[110]。
- これに対して定期検査に当たっては、まず供用から10年毎に定められる「10年計画」、運転状況、電力供給の計画を考慮し、工程が組まれる[110]。
- 本発電所が6機体制でひとまず完成状態となったのを機に目標は「安定運転の確保と稼働率の向上」にシフトした。このため1979年、本発電所発電部は組織再編され、発電課と保修課が設置された。目的は発電と保修を一体で運営するためであった。また、技術部技術課には安全の総合的責任を付与した。続いて、1980年7月には品質保証担当スタッフが設置された[111]。
- 佐々木史郎の『精密機械』1982年1月号への投稿によれば、6機体制となってからは保修課は3課組織され、それぞれ互いに隣接するユニット2機を担当するようになっていた。各科の人員は60〜65名程度で課内は「工務」「原子炉」「タービン」「廃棄物処理」「電気」「計装」の6グループより成る。日常点検、定期点検の他、設備改良も業務内容に含まれていた[112]。
- 1977年度入社後、本発電所保修課計装グループに5年半勤務した蓮池透によれば、発電所の完成によりGEの技術者が引き上げていった際、各種のマニュアル類は軒並み英語で書かれており、定期検査のための手順書や試験書は揃っていなかった。若手社員であった蓮池は定期検査のためマニュアル類を和訳し、日本語の試験手順書を作成に当たった。この他通産省の立会い検査のため、立会い検査手順書も作成した。苦労した点は略語の多さだという[113]。佐々木史郎はマニュアル類整備が不十分である点に触れて「複数の計測機器の誤校正の繰り返しが生じた場合、コモンモード故障を引き起こすことが考えられ、非常に重要な要素であり、今後改善の余地がある」と述べている[114]。英語と検査書類整備については当時若手社員として本発電所で過ごした者の指摘は他にもあり、後に所長として再赴任してきた大出厚（1973年入社）も初任地として保修課に配属され再循環ポンプの点検を任された際、仕様書の作成から検収まで実施した。検査方法が定型化されていない中で、英語の仕様書を和訳し、工事会社の関係者と一日じっくりと工事手順の確認を行ったという[115]。
- 佐々木史郎によれば、良く指摘される外部への請負を職種別に分類すると機械工、溶接工、配管工、電気工、保温工、板金工などに分けられるという[112]。
- 佐々木史郎によれば、定期点検のクリティカルパスの一つはCRDの交換作業で、自動交換装置を導入したのは同作業をクリティカルパスから除外することも目的の一つであったという[116]。
- 蓮池によれば、運転員はアメリカでの訓練を受けた人材が多く配置されていたが、メンテナンスに関してはすべてをカバーするまではいっていなかったという。そのため、検査対象には漏れがあり、蓮池の発案で換気空調系の制御設備の点検を日本語で手順化し実施した際には、その部分はそれまで点検をしていなかったため錆が溜まっていたという[117]。
- 当時、発電所停止に至るトラブルの原因は、もっぱら設計製作、施工不良に起因したものが多かったという。中でも機器については輸入品にその傾向が強かった。このため、納入される機器の品質保証を強化することにも力点が置かれていた[118]。豊田正敏は品質向上策として下記4点に集約して推進する旨を挙げている[119]。

1. メーカー工場における品質保証活動：機器詳細設計・制作の管理等
2. 現地施工・保修工事における品質保証活動：下請多重構造の排除、作業者の技能向上、各種品質保証基準の整備、工事監理員による確認の徹底
3. 品質保証関連情報の一元収集・管理
4. 品質保証関連技術資料の管理方式の統一、コンピュータ管理の導入

- 1982年当時、本発電所技術部技術課長の職にあった榎本聰明は『とうでん』1982年10月の座談会で、初期は9か月運転し、3か月定期検査というのが（トラブルが無い場合の）標準サイクルだったものを、稼働率向上を目的に12か月運転、3か月検査を新しい標準目標するため、試行錯誤を重ねていたという[120]。
- 笛木謙右が予防保全について述べた記事によると、火力発電所との相違点は安全機能維持と放射性廃棄物処理設備など、火力発電所に無い設備が加わるため、全設備量で約3倍になるという。具体的には、同社の110万kW級の場合下記のようになる[121]。
  - 熱交換器：約140基
  - ポンプ：約360台
  - 弁：約3万個以上
  - 電動機：約3000台
  - 計器：約1万個
  - 配管：約1万t（6インチ径換算で約250km）
- 笛木謙右によると直営ではなく請負工事を採用する事で「膨大な設備とその点検を円滑・効率的に実施」「電力と元請けが工事管理のチェック組織としてダブるように配慮」出来るとしている[122]。
- 『とうでん』1983年6月号によれば、単なる機器交換に留まらない設備改善も実施され、インターロックや計装制御系のシステム設計を見直し、タービン計装系は多重化したという[118]。
- 中央操作室は2機一室である。『とうでん』では6号機の定期検査を例に、5号機が通常運転中で当直員のみであるのに対して、6号機の方は10名の定期検査グループで監視し、燃料の崩壊熱の除去を検査中も継続するための炉心冷却系（及び同系の熱交換器に海水を送る残留熱除去系）と炉水浄化装置を作動させている場面を紹介している。これらの機器も定期検査の対象だが、2系統以上設備されていることを利用して適時切り替し、片系運転を行っている[123]。
- 1983年の『とうでん』記事によれば定期検査の際は毎週1回、請負企業も含めて工程調整会議が開催されていた[123]。
- 池亀亮が『エネルギーレビュー』1984年3月号に投稿したところによれば、標準的な定期点検の場合、保修工約1000名、30億円の費用がかかるとされている[124]。
- 1984年に『経営コンサルタント』が本発電所を取材した際には、当時の所長住谷寛（6代目）は注意している点として「安定運転ですね。トラブルを絶対に起こさずに、安定した運転を永遠に続けてゆこうということです。かつては安全運転と言っていたんです。（中略）その安全といった願望を達成した今日においては、事故によって運転を止めないということなんです」「原子力発電を止めるということは、何かおかしいのではないか、ということにつながってくるんです。人間の心理というものはそんなものなんです」と述べている。ただし、住谷は運開以来「年間で八回から十回位の事故がありましたね」と述べ、地震での緊急停止や落雷による系統からの切断などを挙げている。なお、1978年に発生した宮城県沖地震では本発電所の揺れは停止信号を発信する閾値にまで達しなかったため、運転停止には至っていないという。故障の場合はプラントメーカーの技術者に補修を任せ、当時の東電では補修技術者の育成はしていなかったという[125]。
- 1993年10月、東京電力は原子力部、火力部にそれぞれ技術センターを設置し、定期検査に自社要員を増員し工事監理能力を育成する方針に転換した。これに従い、原子力技術センターが本発電所内に設置された[126]。
- 年4回定期的に実施している専用港湾の浚渫は1989年よりふたばというロボット型の作業船で実施されるようになった。

### 応力腐食割れへの対応
本発電所の冷却系統配管、炉心シュラウド、ジェットポンプ等において、ステンレスが大量に使用された。当時使用されたのはSUS304と呼ばれる種類である。経済企画庁総合計画局は2号機が電調審で早期決定を見た際にはハダムネック、サン・オノフレ、インディアン・ポイント2号機、ドレスデン2号機、ブラウンズフェリー等の先行運開予定BWR-4プラントの経験が「貴重な資料となろう」と結んでいる。しかし、これらの内ドレスデンなどで応力腐食割れが発生したにもかかわらず、目立った対策はすぐにはとられなかった。後にはシュラウド交換の原因にまでなったが、当初は懸念材料として社外向けの技術誌『火力発電』1968年12月号への投稿記事で記述する程度にとどまった。
名嘉や菊池のようにGEの技術力を評価する者がいる一方で、その反対のエピソードもある。本発電所で運転に従事していた豊田正敏によれば、応力腐食割れ対策を東京電力が究明した際、当初GEは「応力腐食割れが起こる確率は低く、特に二十インチ以上の配管は心配ない」と主張したという。しかし、内外の専門家の意見を聞き、東京電力はGEの主張するほど発生確率は低くなく、二十インチ以上の配管でも発生すると判断した。対策としては豊田の東大第二工学部時代の同期生であった安藤良夫のアドバイスで、大規模改修をしなくても溶接個所の配管内面が圧縮応力になるように、配管内面を水冷し表面から高周波を当てる高周波誘導加熱応力改善法を東芝、日立と開発して乗り切った。
1号機の運転開始から数年すると、応力腐食割れ対策を施したSUS316が原子力発電にも使われるようになってきた。このため、改良標準化計画以降の原子炉はSUS316を使用するようになり、容易に交換可能な部分については既存の炉でも交換工事が順次実施された。
ただし、稼働率の回復時期（対策工事完工時期）については当時見通しの甘さがあった。『電気情報』1977年4月号に収載された座談会記事（座談会実施は1976年11月）にて、当時東京電力原子力保安部の職にあった豊田正敏は、1974年から75年に発覚したトラブル（米国の同型機で発覚した再循環系バイパス管のヘアクラック（応力腐食割れ）、2号機のチャネルボックス損傷）に対策を講じたことを根拠に、日本国内全般の原子力発電所を包含してではあるが「五一年度以降は比較的良好な稼働率が得られる見込み」としていた（一応、同対談に出席していた中部電力の安井恒政より1977年までを含んで「ここ一両年のうちに解決される」と追加説明が入っている）。この対談で指摘された低稼働率とは50%以下を指す。しかしながら、本発電所の1976、1977年の稼働率は最悪の状態を記録し、1, 2号機については下記のような成績に終わっており、持ち直し始めたのは1978年度に入ってからであった。
- 1976年度[134]：1号機30.1%、2号機59.1%、3号機86.4%
- 1977年度[134]：1号機9.2%、2号機7.9%、3号機49.4%
- 1978年度[134]：1号機50.8%、2号機66.7%、3号機50.4%、4号機99.7%、5号機83.0%

1980年に『投資経済』が取材した際の回答によれば、初期に発生した応力腐食割れの内、配管については順次定期検査時に交換していった。交換された配管は材料、溶接法を改善したもので、この作業が加わる事で定期検査日数が10〜20日ほど延びるものの、1981年度中には交換予定箇所は全て交換済みとなる見込みとの回答であった。また、4号機以降では先行機の経験をフィードバックして最初から改善策を盛り込んだため、配管において応力腐食割れ問題は起こっていなかったという。更に、運転法も改善され、起動時に脱気運転を行う事で炉水中の溶存酸素を減少させるように工夫されたという。

### 負荷追従運転の模索
東京電力は負荷追従運転について、1972年8月22日に開催された労使間の経営協議会にて「環境・資源問題に対処する電力資源活用の推進」とする総合的な施策を提案し、火力発電は大気汚染源であるので汚染物質の含有量が少ない「貴重な良質燃料の有効活用」がその軽減には必要であるが良質燃料は高価で生産量が少ないことが難点であるため、「原子力についても高利用率運転を行ない、これにより火力特に湾内火力の発電量を軽減し、公害防除と良質燃料の有効活用をはかる」とされた。
1979年になると、夜間や休日に出力を下げる負荷追従運転、AFC（自動周波数制御）運転について当時の東京電力原子力開発本部長、豊田正敏は「昭和60年代前半」（1980年代後半）には必要である旨述べており、当面は1、3号機を対象に実証試験を実施する計画を立てていた。
その後、運転員の負荷を軽減するため、本発電所の3、5号機に出力調整装置が設置され、計算機シミュレーションで解析を行いつつ、実証実験は段階的な実施となった。しかし、本発電所においても試験目的以外での負荷追従運転が実施されたことは無い。

### 原子炉運転方法を改良

#### 出力低減操作
コーストダウン (coast down) 運転が導入された。榎本聰明が『とうでん』1982年10月の座談会で述べたところによると、これは燃焼が進んで定格出力が出せなくなり、従来の手順では制御棒を挿入る時期に達していても、敢えて制御棒を挿入せずに出力を従来より緩やかに下げる運転方法であり、操作回数を減らすことも出来る。「操作のため出力を下げるより損失が小さい間は」この運転法が優れているという。

#### 起動
『とうでん』1983年3月号によれば、この頃本発電所で原子炉起動方法も改善し、6号機の起動に最初に適用した。
原子炉の起動当初は制御棒を段階的に引き抜いていくことで出力を上げていくが、急速に出力を上昇させた場合、ある閾値以上の出力では、その出力変化が急だと燃料を破損することがある。そのため、燃料の一部でも閾値に達したら、制御棒での操作から、出力変化の緩やかな流量操作に移行する。従来、予測計算の精度が粗く、経験の蓄積が無かった頃は制御棒を2グループに分け、1グループずつ操作していたが、計算精度の向上と経験の蓄積を元に、出力分布が平坦になるような新しい操作法を採用すれば、前述の原則に反することなく出力を上昇させられることが判明し、監視用計算機で監視しながら制御棒の引き抜き手順を変更した。これにより従来100%出力への推移に約9日かかっていたものを約5日と4日間短縮し、3,960万kWhの増加電力量を得た。この操作方法は3号機、5号機と他の号機でも採用していった。

### 低レベル放射性廃棄物処理の改良
各原子炉プラントの建設後も運転に伴い発生する放射性廃棄物の処理は1980年代まで大掛かりな改良が続けられた。

### 情報化の進展（1980年代）
東京電力は低成長時代への対応策として1980年6月に「80年代経営の基本路線」を定め、具体的な構想として「第3次業務機械化」を推進した。こうした状況の中、東京電力は原子力部門にて、3段階のフェーズに区切って20のサブシステムから成る原子力発電業務の総合電算化の計画（「原子力管理業務総合機械化計画」）を構想し、1985年度から3か年をかけて開発を進めることとした。当然、本発電所にもホスト用の計算機、端末が社内LANと共に導入され本店の大型ホストコンピュータと接続された。

### 福島第二3号機再循環ポンプ損傷事故の影響
1989年1月、福島第二原子力発電所3号機にて再循環ポンプに異常振動が発生し、同機は最終的に運転を停止した。その後の調査で、水中軸受リングと呼ばれる部品が破損し、周辺部品の破片と共に炉内を循環していたことが明らかとなった。ほぼ同一の設計は本発電所の再循環ポンプにも見られたことなどから、東京電力は再発防止策として下記4点を実施、県と地元町も立入り調査を実施した。
1. 水中軸受の改善[注釈 27]
2. 運転マニュアルの見直し
3. 異常兆候に対する対応の強化
4. 安全管理の徹底

なおこの頃になると日本の原子力発電は品質管理の徹底を重ねてシステムとしての信頼性を高めてきたという認識が原子力を容認する者の中で当然視される風潮があったが、『原通』（2805号）はこの事故の対応を取り上げた際、近畿大学原子力研究所の柴田俊一の「過去に起こった原子力事故をみると、いつも新しいパターンで起きている。（中略）原子力発電については本格化してから、たかだか30年位のものであるし、これで新しいパターンの現象がもう出てこないとは言い切れない。やはり新しいパターンは出るかも知れないという緊張感だけは失ってはならない。」というコメントを引用し、品質管理・マニュアル偏重の姿勢に警鐘を鳴らしている。
下記に述べる強化ベント検討の件はこの再循環ポンプ事故対応、信頼回復策を取っていた時期と期間が重複している。

### アクシデントマネジメント
チェルノブイリ原子力発電所事故後、西側各国でも既存原子力発電所の安全性について見直し機運が高まり、事故から2ヵ月後の1986年6月、アメリカ合衆国原子力規制委員会 (NRC) 内にてMark Iのシビアアクシデント対策の検討が提唱された。1987年、米NRCはNUREG-1150という報告書を出し、確率論的安全評価手法を導入して同国の幾つかのサイトをモデルに安全評価を実施した。この中でBWRプラントに対する電源喪失リスクが高いことが指摘された。

#### 強化ベントの追設提案
NRCの検討過程で問題となったのは同格納容器の容積の小ささで、全交流電源喪失事象が発生し、炉心の冷却設備が機能不全に陥った際、格納容器内に水蒸気が溜まり内圧が上昇、最悪の場合水蒸気爆発に至ることが懸念され、この対応策として強化ベントを施設することが考案された。検討作業結果は1989年1月に5項目の提案として纏められ、その中で「耐圧性を有するウェットウェルからのベント能力の確保」として明記された。その後、1989年7月5日にNRC決定がリリースされ、強化ベントについて次のように決定した。
このNRC決定に対して、当初東京電力は否定的で次のようなコメントを出した。
なお、『福島民友』も上記東京電力のコメントを報じたが、資源エネルギー庁から次のようなコメントを得ている。
なお、上記決定は仮に強化ベントを追設しないとした場合、他に有効な安全策を提示することを求めており、事実上強化ベント設置を義務付けるものであった。更に、米国でNRC決定が出された時点で西ドイツやスウェーデンでは強化ベントの設置を進めている段階にあった。『福島民友』は義務付けに対しては産業界から反発の声も出ると報じていた。一方、NRCによると「多くのMark-I型プラント所有者は耐圧強化ベントを設置する方向で考えている」状況であった。
NRCの決定を受け、日本側では資源エネルギー庁が1986年8月14日より「セイフティ21計画」を省議決定し、同計画の中でシビアアクシデント規制対応の体制を構築し、後のAM手順書に至る事故時の運転マニュアル整備に着手した（この当時欧米ではベント手順を含むマニュアルが整備されていることに対応したもの）。ここで、AMは2段階のフェーズに分けられ、強化ベントはシビアアクシデントに拡大してもその影響を緩和するフェーズIIに区分された。
なお、1990年1月に資源エネルギー庁は国内の代表的なBWR-4プラントとして本発電所を選定し、全交流電源喪失時の耐久能力要求時間、耐性時間を試算し資料として添付した。また確率論的安全評価 (PSA) も実施したが、当時の国内プラントの運転実績から炉心損傷確率そのものが一桁近く小さく、そのケースの1つであるベント操作に至る事故発生確率 が小さい値であったため炉心損傷確率の低減効果は小さいと評価された。このため結論として「（欧米と）同様の対策を直ちに反映させる必要性はないものと考えられる」とされた。
その後同庁はフェーズIのAMは整備したがフェーズIIについては強化ベントの有効性を確認したものの、設備対応が必要のことから導入を躊躇した。その後、1992年に「発電用軽水型原子炉施設におけるシビアアクシデント対策としてのアクシデントマネジメントについて」が原子力安全委員会にて決定された。一方、1999年までIAEAの事務次長を務めた原子力工学専門家ブルーノ・ペロードは、1992年に東京電力に対して、福島県に設置されているMark I型軽水炉の弱点である格納容器や建屋を強化し、水源を多重化し、水素爆発の防止装置をつけるように、などと提案したが、東京電力の返答は、GE社から対策の話が来ないので不要と考えているというものだった（下記のように限定的な対策は実施に移された）。
『読売新聞』はフィルター付きベントの設置を進めていたフランスと対比し「シビアアクシデント対策というと、『原発はそれほど危険』と反原発運動に利用されるとする政府の懸念がある」と匿名の日本国内研究者複数が指摘したとしているが、代表的な反原発運動家の高木仁三郎は『朝日新聞』に対し「対策の遅れは、積極的にやりたくないという業界の意向を反映したもの。（中略）こうした姿勢こそが問題」としている。また、反原発運動が当時の日本以上に盛んなドイツなどでフィルター付きベントが設備されたことについて「チェルノブイリ事故で盛り上がった反原発運動を鎮める狙いもあった」とむしろ原子力に対する疑いの目が安全強化を促した旨のコメントも報じられている。

#### ハード面の具体策を策定
このように強化ベント設置などの過酷事故対策について日本では東京電力他電力各社、行政共消極的であったが、1992年7月28日、通産省は従来方針を転換、1993年末を目途に各電力会社に過酷事故対策について検討を行うよう文書で通達した。1994年2月1日には電力業界による検討結果の骨子が明らかにされ、原子力安全委員会の承認を得た上で1995年より定期検査を通じてBWRに強化ベント追設等の工事を実施することとなった。もっとも、『朝日新聞』が「方針転換」と報じたことに対して電力業界は『電気新聞』を通じて次のようなコメントを出し反発した。
1994年3月29日、東京電力は、このような動きの中、通産省から要請された過酷事故対策の概略を福島事務所で公表し、3月31日に通産省に「アクシデントマネジメント検討報告書」を提出、1996年の定期検査より着手するとした。対策完了は2000年で、費用は1プラント当たり約10億円が見込まれた。1994年10月24日、同省は検討結果を妥当なものと判断した。
1. 原子炉停止系故障により制御棒が動かない場合に備え、従来とは別の信号系による制御棒作動系統を増設
2. ECCSをバックアップするため、建屋内防火用消火栓から炉心への代替注水設備、および復水補給系を新設
3. 水フィルターを使用した強化ベントを追設し、格納容器耐圧性を強化し、格納容器内過圧防止操作範囲を拡大する[注釈 30]
4. 非常用発電機の増設（後述）

1995年12月、原子力安全委員会はこの対策案を妥当とした。1996年から着手という計画は遅延したものの、本発電所における最初の工事は6号機で1998年2月の定期検査に合わせて実施された。東京電力にとって初の対策工事でもあった。2000年までに実施完了の目標は変更されなかった。本発電所において対策工事が完了した時期は不明だが、電力各社は2002年5月29日、原子力安全・保安院に全プラントの対策工事が完了した旨報告している。なお、この追設にGE・ニュークリアエナジーは関与していない。

#### 非常用ディーゼル発電機の増設
本発電所の原子炉が6機体制となった際、非常用ディーゼル発電機は複数の炉で共用するものを含めて合計10台設置されていた。これらは各種注水系・ポンプ等に代表される「工学的安全施設」の電源として機能するため、岩着した構造物に設置することとされ、また、数千kWの出力を持つ非常用発電機は重量物でありそれ自体の振動もあるため、1〜5号機ではタービン建屋の地下階に設置されていた。その他の理由として、GEが1号機の建設をターンキーにて請け負った際、米本国でハリケーンによる暴風で倒木などが舞い上がり、建屋に突き刺さることを懸念して地下に配置した設計をそのまま導入したという事情もあるとされる。
また、これらが各プラントに付属する設備として分散配置されているが、建設時より1994年までは、専用の非常用発電機が1台しか配置されておらず、2台目の非常用発電機は隣接するプラントと共用となっている場合があり、福島原発事故独立検証委員会は2号機の2台目が1号機と共用されている例を挙げている他、このような関係は上記3号機の設計で述べたように3・4号機でも見られた。
NUREG-1150が出された後の1992年、ブルーノ・ペロードも助言の際、非常用ディーゼル発電機の増設に言及した。
このような交流電源喪失への対応策の強化として1994年、外部電源喪失時の起動失敗の確率を低減するため、東京電力はアクシデントマネジメント策と呼応して3台の増設を申請し、それぞれ2号機、4号機、6号機に増設する形となった（下記に表で一覧化）。この際、増設したディーゼル発電機は原子炉建屋やタービン建屋とは別棟（共用プール建屋）に収納された。なお、既存の10台は水冷式でディーゼル発電機の冷却を海水を取水して実施、そのためのポンプが海岸沿いに設置された。増設された3台は空冷式であった。空冷式としたのは、海水ポンプが機能を喪失しても非常用発電機として運転を継続できるように考慮したためであった。
この内6号機の増設非常用発電機は1階の配置だが、他の増設非常用発電機に比べても高い位置に設置された。この理由は鈴木篤之によると「たまたまスペースが無かったから」で、それに対しインタビュアーの田原総一朗が「高いところへ置くと決めると、日本のすべての電力会社がそうしなければならなくなるけれども、たまたま六号機は、場所がなかったから高いところに設置することができた、と」と述べ、鈴木は同意している。
また、1〜2、3〜4号機にはシビアアクシデント対策として電源融通用のケーブルが敷設されたが、それらが繋がる金属閉鎖配電盤は浸水対策を考慮していなかった。
なお、1978年6月、地震により2号機用の送電線碍子が破損し送電を停止したことがあった。舘野淳は1999年に初出した著書でこれを取り上げ、碍子は材質的に破壊されやすいため所外からの交流電源喪失の要因となり「大事故に繋がる恐れがある」と警告している。

### 使用済み燃料貯蔵施設の増強
本発電所の使用済燃料貯蔵施設容量は後の世代の原子力発電所に比較し小規模だったが、1990年代に貯蔵施設の増設を行って他発電所に比較しても遜色ない水準となった。

### 定期検査の短縮化（1990年代）
運転開始から20年程の年月が経過したことで、本発電所の定期検査工程は、トラブルや改造工事の入らない場合でも標準で90日余りを擁していたものが、機械化の進展、実績の積み重ねなどにより1990年代にはBWR-4で76日に短縮されていた。1990年代、本発電所の稼働率は順調に推移し、当時の世界的な平均値と比較しても高位の値を記録していたが一方で、世界原子力発電事業者協会からの情報で海外では30-40日程度で検査を実施する事例についても知ることとなり、東京電力は現状の信頼性を確保することは前提としつつ、各原子力発電所にて定期検査日程を60日に短縮する目標を掲げ、一部のプラントで実施に移した。最初に実施されたのは1995年に本発電所4号機のケースである。
各工程での短縮は下記のように計画された。
| クリティカル工程 | 標準→短縮 （単位：日） | サブクリティカル工程 | 標準→短縮 （単位：日） | サブクリティカル工程 | 標準→短縮 （単位：日）     |
| ---------------- | ---------------------- | -------------------- | ---------------------- | -------------------- | -------------------------- |
| 原子炉解放       | 8→6                    | 水圧制御ユニット点検 | 28→24                  | 海水系機器点検       | 前半 27→28 及び 後半 28→22 |
| 燃料移動         | 6→5                    | 水圧制御ユニット点検 | 28→24                  | 海水系機器点検       | 前半 27→28 及び 後半 28→22 |
| LPRM、CR取替     | 4→3                    | 水圧制御ユニット点検 | 28→24                  | 海水系機器点検       | 前半 27→28 及び 後半 28→22 |
| CRD点検          | 13→10                  | 水圧制御ユニット点検 | 28→24                  | 海水系機器点検       | 前半 27→28 及び 後半 28→22 |
| CRDエアーベント  | 2→2                    |                      |                        | 海水系機器点検       | 前半 27→28 及び 後半 28→22 |
| 燃料装荷         | 6→5                    |                      |                        | 海水系機器点検       | 前半 27→28 及び 後半 28→22 |
| 炉心確認         | 4→3                    |                      |                        | 海水系機器点検       | 前半 27→28 及び 後半 28→22 |
| 原子炉復旧       | 10→8                   |                      |                        | 海水系機器点検       | 前半 27→28 及び 後半 28→22 |
| RPV L/T          | 2→2                    |                      |                        | 海水系機器点検       | 前半 27→28 及び 後半 28→22 |
| PCV復旧          | 5→2                    |                      |                        | 海水系機器点検       | 前半 27→28 及び 後半 28→22 |
| PCV L/T          | 6→5                    |                      |                        | 海水系機器点検       | 前半 27→28 及び 後半 28→22 |
| 起動前試験       | 7→7                    |                      |                        |                      |                            |
| 系統構成         | 4→2.5                  |                      |                        |                      |                            |
| 起動             | 3→2.5                  |                      |                        |                      |                            |
| 全工程日数       | 76→60                  |                      |                        |                      |                            |

今後継続して実施することを前提としているため3交替作業はとらず、一部に2交替作業を導入するに留めた。短縮に当たっての課題は、初期のプラントであるため機器点検スペースが手狭で、設備も後発プラントに比較すると整っていない条件がネックとなり、下記のポイントを主として解決した。
- スクリーン装置、循環水ポンプ (CWP)、残留熱除去系海水ポンプ (RHRSP)

機材分解用の門型クレーンが設置されていないため移動式クレーンを持ち込む必要があるが、ポンプのつり上げ、吊り込み作業などと干渉する。このため、人力での運搬可能な軽量足場を採用してクレーンの使用工程を短縮したり、仮設ハウスを設置して機器点検に供することで悪天候による工程遅延を防止、クレーン自体の工程表を作成してその管理の元に作業を実施した。取水路とは従来手作業で洗浄していたものをジェット水での洗浄に置き換えた。ジェット水洗浄の実施結果は良好だったため、爾後他の海水系ポンプ (ASWP, CWP) にも拡大適用することとした。また仮設ハウスを設置してスクリーン装置内の機器を点検することで、2月下旬のような風雪交じりの悪天候下にも作業を継続出来、工程遅延を防止した。
- 水圧制御ユニット (HCU)

点検エリアが狭隘で作業人員に制約があるため、一部機器を丸ごと予備品に交換する予防保全的な内容に改めることで工程を短縮した。HCUのように取替方式を採用した個所は作業の簡略化と信頼性向上を両立して達成した。
- 構外工場の活用

海水系機器の一部を発電所郊外の工場に持ち込んで点検することとし、他の作業との干渉を回避した。作業環境も大幅に改善されたがデメリットとして車で10分ほどの距離にあるため、連絡の苦労が増加したという。
- その他

直接工程短縮には繋がっていないものの、間接的な短縮効果を発揮した措置としては、防護管理区域内に打ち合わせ・食事用スペースやトイレを仮設して従来事務所へ移動していた時間短縮を図り、EHCサーボ弁にも入替方式を採用、主蒸気隔離弁、タービン主要弁は点検周期を見直して点検台数を削減した。

### シュラウドの交換
応力腐食割れ対策については交換可能な部分については上述のように1980年代初頭までに手がつけられていた。一方、シュラウドは容易には交換可能ではなかったため交換出来ない状況が続いたが、上述のようにシュラウドについて応力腐食割れが進行し、1994年に2号機のシュラウドに亀裂が生じるなどのトラブルも生じてきた為、対策としてシュラウドの交換技術を1990年代に数年かけて確立し、1997年6月より1年ほどの工程で3号機にて世界初のシュラウド交換工事が実施され、その後1990年代末に各号機のシュラウド交換工事を順次実施する計画が立てられ、2000年代にかけて2, 5, 1号機も順次実施された。

### 燃料棒の地震対策
1987年4月23日5時15分に福島県沖でM6.5の地震が発生した。本発電所での揺れが当時の警戒値である220Galを超えてスクラム信号を発することは無かったが、1、3、5号機では平均出力レンジモニター (APRM) で通常値の98%から118%まで上昇し「警戒値を超えたため」停止したと説明された。原因は不明であった。一方で4、6号機も運転中だったがこちらは停止しなかった。高木仁三郎は下記のような問題点を指摘している。
- 同一サイトで停止した原子炉と停止しなかった原子炉に分かれたのは問題
- （スクラムを繰り返すことによる）燃料棒損傷や高稼働率志向から、現場にはなるべく原子炉を停止したくないという配慮が働いているが、220Galは気象庁震度階での震度5でもめったには止まらない設定値である（なお、東京電力はこれに先立ち、「震度5程度なら、運転を止めなくとも十分過ぎるほどの安全上の余裕がある」と社報で説明していた[177]）。
- APRMが上昇したのは地震の揺れで冷却水の流量が影響を受け、正の反応度が加わったものと推定される。

その後も本発電所や東北電力の女川原子力発電所にて、停止基準以下の加速度の地震でも原子炉が自動停止する事態が起きた。この原因究明を電力6社と日立、東芝の共同研究により実施してきたが、地震発生時に燃料棒が振動する際、核反応が加速する現象が発生し得ることが確認された。シミュレーションの結果炉心損傷に至る事態は発生しないと結論された。しかし、この現象が発生する可能性があると判定されたMark I（GE型）については、1997年5月、3〜4年をかけて順次燃料棒のバネの押し付ける力を強める改造を実施し、揺れを抑制することが各電力会社にて決定され、資源エネルギー庁、原子力安全委員会にも報告された。

### 定格熱出力一定運転の導入
『とうでん』2002年7月号によると、経済産業省の定格熱出力一定運転に関する通達に基づき、東京電力は2002年より各原子力発電所への導入を開始した。本発電所については2003年以降、順次導入が進められた。1号機を除く各号機はそれまでの電気出力一定運転から順次切替されていった。
なお、東北地方太平洋沖地震発生時運転中だった3機の内、1号機は定格出力運転中、2, 3号機は定格熱出力一定運転中であった。

### 2004年の組織改編
2004年7月1日には、本発電所を含む3原子力発電所の組織も再編した。改編前は総務、広報、品質・安全、技術、発電、第一保全、第二保全、の7部体制だったが、技術、発電、保全部を再編、技術統括部を設置、同格位で品質・安全監理の責任者としてユニット所長を設置し、その下に運転管理部、保全部を所属させた。改編の目的は「自主保安監理体制の確立」である。ユニット所長は1〜4号機、5, 6号機に各1名、合計2名配置され（従って運転管理部、保全部はそれぞれ第一、第二が存在）、運転管理や設備保全業務に関する一貫した権限を有する。

### 高経年化対策

#### 背景と課題
北村俊郎は同世代の中部電力浜岡原子力発電所1、2号機が2008年、6号機の増設と引き換えに耐震補強を諦めて廃止措置された事例と比較し、本発電所1号機が40年以上の稼働を前提とする高経年化措置を取った背景を下記のように分析している。
- 東京電力の原子力発電依存度が中部電力より高い
- 7・8号機の増設が暗礁に乗り上げており、1号機などを廃炉にすれば、地元に雇用問題を引き起こす恐れがあった
- 首都圏という大消費地を持つことによる経済的余裕
- 日本最大規模の電力会社としてのプライド

舘野淳は1999年に出版した『廃炉時代が始まった』 において高経年化の問題点を下記のように指摘している。
- 原子炉の寿命は当初20年程度と考えられていたが、順次引き延ばされて60年という考え方が浮上している[183]。
- シュラウドなど、設計時に交換を想定していなかった箇所まで取り替えることにより予想もしていなかった不適合が発生する可能性がある[183]
- 原子炉圧力容器のように交換不可能な部分も残存しており、そうした部分には欠陥が蓄積していく（典型例として中性子照射脆化を提示。同問題については原子炉圧力容器を参照）[184][注釈 36]。

なお、蓮池透は「一号機の寿命は四〇年という暗黙の了解がありました」と述べている。

#### 予防保全活動
高経年化に対して東京電力も全く策を講じていなかった訳ではなく、それまでのメンテナンスや研究によって得られた知見を生かして、計画的に予防保全を実施していった。先述した非常用発電機増設、シュラウド交換もこうした予防保全、メンテナンス活動の一環に繰り入れされている。
2011年3月に1号機は運転開始から40年を迎えた。このような老朽プラントが増加することを見越し、2003年に経済産業省は運転開始後30年以上を経たプラントに対して「高経年化技術評価」(PLM) を実施し、10年以内にPLMの再評価を実施する旨、「実用発電用原子炉の設置、運転等に関する規則」で定めていた。東京電力はPLMに基づく1号機の再評価を実施し長期保守管理方針を策定、運転開始から39年目の2010年3月25日に保安規定の変更を経済産業省に申請した。同様のPLMは2-6号機に対しても実施されている。1号機の再評価はPR記事として『原子力eye』2010年8月号にも紹介された。同記事によれば、1号機が39年の間に受けてきた予防保全作業としては別項で説明したシュラウド交換や発電機増設を含め、下記が挙げられ「心臓部の原子炉圧力容器を除き大半の設備を取替えた」と言う。
- 炉心シュラウド及び炉内構造物取替え
- 原子炉再循環系配管の低炭素ステンレス鋼配管への取替え
- 原子炉格納容器内及び同容器貫通部の制御棒駆動水圧系配管への取替え
- 水素注入による原子炉水中の溶存酸素濃度低減
- 腐食・減肉対策、疲労割れ対策
- 非常用ディーゼル発電機専有化
- タービンローター取替え[注釈 37]
- アクシデントマネジメント対策

同社原子力設備管理部設備改良グループ副長は「こうした技術の蓄積・向上は今後の原子力発電プラントの開発や海外への輸出にも反映させていきたい」とコメントした。
新規建設の低迷と高経年化に伴う保修需要を狙い、原子力産業側も技術開発を進めた。2005年には、東京エネシスがモーター駆動ポンプの異常を検査する携帯型の新装置を本発電所に納入した。この装置はセンサーをポンプの1か所に当てるだけで3次元振動を測定可能で、3か所にセンサーを当てていた従来装置より検査時間を3分の1に短縮出来る。また、ソフトウェアの進歩によりポンプの状態表示や故障原因の分析を過去の蓄積データと比較して実施できるようになっているという。
なお、原子力関係でも保修畑の経験が多い大出厚は所長時代に「設備の更改は本当に必要な更改に限って行うことを心掛けてほしい」「言い換えると老朽化や部品の製造中止という一律の基準だけで設備を更改していないか考えるようにしてほしい」「基準を遵守した上で古い設備を上手に使う工夫をする余地があるにも関わらず、それを検討しないで安易に更改という方法を採用しようとしていないか、再度検討する必要があると思います」と述べている。

### 近代化した運転・保修活動への苦言
上述のように、運開後も数々の改良策を重ねたことで、運転と保修の現場は2000年代になると初期とは様変わりした。しかし『共生と共進—地域とともに—福島第一原子力発電所45年のあゆみ』では次のような苦言が呈されている。
- パソコンでの管理はあくまで「画像管理」であり「生き物を管理している感覚がなければダメ」。
- パソコンから得られる情報は共通で認識できるが、本当の現場がどうなっているかという情報は個人差が大きい
- 現在の保守部門は運転員と異なり疑似体験が出来ず、昔はトラブルの際現場に出て油漏れ等の不具合を直接確認し、プラントを停止する判断を現場で出来たが「最近はそういう失敗が許されないというような環境になっている」という。
- ある元運転員からは「複雑怪奇な手順書は役に立たないのが実情であり、操作手順とか操作方法はシンプルにする必要がある」とコメントされている[190]。

### TPM活動の導入
2000年代に入ると、製造業や工業プラントで実施されているTPM を東京電力も取り入れ、原子力発電所では本発電所、福島第二原子力発電所が採用した。
東京電力がTPMの予備調査を実施したのは2002年だった。当時の経営ビジョンに沿って東京電力の原子力部門は、設備利用率86%を目標とし、「勝ち残り、選ばれるエネルギー、原子力！〜設備利用率86%達成〜（やろう、86）」というスローガンまで掲げた。「勝ち残り、選ばれるエネルギー、原子力！」には原価低減、地域との共生などの課題に前向きに取り組み、電力自由化の中で競争に勝ち抜く思いが込められている。また、スローガンにあるように、2002年度の目標設備利用率は86%と定められた。しかし、同年東京電力原発トラブル隠し事件が発覚した事で現場の業務は対応策に追われ、新たな活動に時間を割く余裕はなくなったという。これを理由に福島第二原子力発電所では導入を遅らせたが、本発電所では第二より2年早い2003年にTPM活動をスタートさせ、当初は細々とした規模であったが継続した。事務局を務める吉澤圧文所長付部長（当時）によれば「不祥事を起こした以上、いままでのやり方を変えるのは大前提だった」「安全は勝ち取るものであり、守りの先に信頼はない、ということがわかった」などと述べている。
1〜4号機のユニット所長高橋毅（当時）によれば、活動に当たり、本発電所でのTPM活動実施に際して特徴・課題として認識されたのは下記であった。
- 東京電力が運営する他の原子力発電所と異なり、プラントが大きく分けても3タイプと多様性がある[194]。
- 初期に建設されたプラントであり、図面類の整備が不十分
- 図面類の整備が不十分なため、運転・保守に当たりシステマチックな対応が取りづらく、それぞれのプラントに「職人」がいるようになり、属人的要素に依存する面が強い[注釈 40]。
- 人材育成も上記の事情から（悪い意味で）職人的となっている
- 協力企業は仕事にプライドがあり安全優先でエラーを出さないよう努力しているものの、改善提案は出にくい[195]。

部会としては設備保全改善、人材育成、業務プロセス改善、企業一体感醸成、安全、自主保全の6部会体制とした。また、単純な部門横断で推進せず、ラインの責任者を参加させ、ラインがアイデアを取り入れて仕事を回しやすいように工夫した。2009年時点でのキーワードは見える化で、上述の事情から福島第二より重視していたという。具体的目標をPI（パフォーマンスインジケーター）として設定し、毎月PRM（パフォーマンスレビューミーティング）で検証していた。チームリーダー以下の教育も様変わりし、暗黙知が増加しやすい職人気質的な内容は排除されていったという。
協力企業との連携策については本発電所は企業一体感醸成部会を設け、元請会社の事業所長クラスとの会合頻度を高くし、情報交換会も設けていたただし、同じTPM活動を実施していた福島第二の座談会で、本発電所のGM活動板がGMの理解を得られず失敗した。

### 中越沖地震への対応
2007年7月16日に新潟県中越沖地震が発生し、柏崎刈羽原子力発電所が被災した。このため、2007年から2008年にかけて、本発電所は夏季ピークに積極的に運転することとなり、上記TPM活動の成果を反映し目標通りその任を果たした。その後、同地震の知見を反映し、免震重要棟（2010年7月開所）等の各種対策が順次実施されているが、計画の完了は2014年度で東北地方太平洋沖地震に間に合わなかった施策もあった。また、中越沖地震では津波への知見は得られなかったため、津波対策の強化にはつながっていない。

### 1号機の稼働延長
経済産業省原子力安全・保安院は2011年2月7日、3月に稼働後40年を迎える1号機を、さらに10年間運転を延長する保安規定の変更を東京電力に認可した。
- 東京電力(株) 福島第一原子力発電所１号炉高経年化技術評価書等に係る審査結果について、平成23年2月原子力安全・保安院 (2011年2月）

### 2011年3月11日、事故が発生
2011年3月11日、福島第一原子力発電所事故が発生した。
高山正之は、米原子力規制委員会が2001年9月11日のテロのあと、破壊的なテロ攻撃に遭っても複数の予備電源があれば炉心暴走は食い止められるという実験結果に基づいて、「各原発は必ず複数の予備電源を備えろ」という改善命令を出したが、GEはそれを東電に伝えなかったと述べている。

### 7、8号機の増設計画の経緯と中止
元々本発電所の敷地は広大で、上述のように8基程度の炉を設置することが可能と見られていた。1991年に双葉町は増設誘致決議を行い、東京電力も自社の長期計画に1993年より明記、1994年にはその予定地が本発電所であると明らかにし、単機出力138万kWのABWRを予定した。しかし福島県知事であった佐藤栄佐久との間には温度差があり、2002年に発覚したトラブル隠し事件などが追い打ちとなり県は受入を表明せず、計画は一向に進展しなかった。2011年3月に爆発事故を起こした後の同年5月20日、東京電力は計画を正式に中止した。佐藤雄平知事は「当然の結論」とのコメントを出した。浪江町の馬場有町長は住民感情を理由として5、6号機の廃炉も提言している。

## 年表
- 1956年（昭和31年）1月1日：原子力三法が施行される。
- 1957年（昭和32年）2月22日：電力9社が原子力発電計画を決定する。
- 1960年（昭和35年）5月10日：福島県が日本原子力産業会議（現日本原子力産業協会）に加盟[200]。
  - 7月28日：通産省産業合理化審議会原子力産業部会が通産大臣に対して原子力発電長期見通し（1970年までに原子力にて100万kWの発電）を答申する。
  - 11月29日：福島県から東京電力に対し、双葉郡への原子力発電所誘致の敷地提供をする旨を表明[200]。
- 1961年（昭和36年）2月8日：原子力委員会は初めての総合計画である原子力開発利用長期計画を公表する。
  - 9月19日：大熊町議会にて原子力発電所誘致促進を議決する[200]。
  - 10月22日：双葉町議会にて原子力発電所誘致を議決する。
- 1963年（昭和38年）2月8日：東京電力が電力長期計画（第一号原子力発電所を1966年度着工、1970年度運転開始）を発表する。
- 1964年（昭和39年）12月1日：東京電力が大熊町に福島調査所を設置する（65年福島原子力建設準備事務所、67年福島原子力建設所となる）。
- 1966年（昭和41年）1月5日：公有水面埋立免許の許可を申請する。
  - 5月11日：東京電力が1号機にGE社のBWRを採用することを決定する。
  - 6月1日：1号機の原子炉設置許可申請を提出する。
  - 12月1日：1号機の原子炉設置許可を取得する。
  - 12月23日：漁業権損失補償協定を周辺10漁協と締結する。
- 1967年（昭和42年）5月31日：2号機用BWRをGEより輸入する。
  - 9月18日：2号機の原子炉設置許可申請を提出する。
  - 9月29日：1号機を着工する。
- 1968年（昭和43年）3月29日：国が2号機の原子炉設置を許可する。
- 1969年（昭和44年）4月4日：福島県と東京電力の間で「原子力発電所の安全確保に関する協定」が締結される。
  - 4月10日：発電準備のため「福島原子力発電準備事務所」を発足する[201]。
  - 7月1日：3号機の原子炉設置許可申請を提出する。
  - 12月20日：本発電所運転開始を見据えた東京電力労働組合と会社の労使交渉妥結。意見一致内容は(1)放射線管理(2)発電所運転に関する事項（直人員等）(3)研修体制(4)組織(5)処遇等。当直長が特管職とされ、直編成は5班3交替を採用する[202]。
- 1970年（昭和45年）1月23日：国が3号機の原子炉設置を許可する。
  - 1月26日：1号機に最初に装荷する燃料がこの日と2月4日にGE社ウィルミントン工場より運び込まれた[203]。
  - 4月7日：運転体制、安全管理について東京電力労働組合と会社で意見一致する[202]。
  - 7月4日：1号機において核燃料を初めて装荷する。
  - 11月17日：1号機の試運転を開始する（翌年5月11日に記念式典を実施する）。
- 1971年（昭和46年）2月22日：5号機の原子炉設置許可申請を提出する。
  - 2月22-23日：継続協議とされていた(1)被曝補償(2)過剰被曝の取扱について東京電力労働組合と会社で意見一致する[202]。
  - 3月26日：1号機の営業運転を開始する[204]。この時点を以って福島原子力発電準備事務所を廃止し、新設組織「福島原子力発電所」へ移行する。組織上は当面原子力開発本部の所属となる。また「今後の原子力発電の運転管理体制を整備するため」運開時点より原子力開発本部に「原子力発電課」を新設する[205]。
  - 8月5日：4号機の原子炉設置許可申請を提出する。
  - 9月23日：国が5号機の原子炉設置を許可する。
  - 11月30日：前の週よりタービンのオーバースピードトリップテストなどを再開した後、午後より1号機にて46万kWの運転を初めて開始する[206]。
  - 12月21日：6号機の原子炉設置許可申請を提出する。
- 1972年（昭和47年）1月13日：国が4号機の原子炉設置を許可する。
  - 6月1日：原子力開発本部に核燃料部を設置する。これに伴い原子力部に設置していた核燃料課は廃止する。また、原子力開発本部に所属していた福島原子力発電所を社長直属の「店所」とする[207]。
  - 10月6日：2号機の運転体制について7月28日会社側より提案があり、10月6日に東京電力労働組合と意見一致する。運転人員は1, 2号機共当直長以下11名＋暫定1名となる[202]。
  - 12月12日：国が6号機の原子炉設置を許可する。
- 1973年（昭和48年）11月1日：原子力部門の職場の特殊性を考慮し、保健衛生管理体制強化のため、原子力開発本部に「東電原子力保健安全センター」、本発電所に「福島原子力保健安全センター」を設置する[208]。
- 1974年（昭和49年）6月1日：原子力部は原子力保安部、原子力建設部、原子力管理部に分割され、福島第二原子力建設所が設置される[209]。この頃から本発電所を福島第一原子力発電所と称するようになる。
  - 7月18日：2号機の営業運転を開始する。
  - 12月 渉外担当を設置する[210]。
- 1975年（昭和50年）12月22日：経営協議会、福島原子力発電所運営協議会の下部機構として、東京電力労働組合と会社との間で「安全特別専門委員会」を設置する。委員会の審議事項は被曝管理から見た平常作業、緊急時の処置、毎年の目標線量の検討など。委員会は定期で年1回、他必要に応じ開催[211]。
- 1976年（昭和51年）3月22日：「原子力発電所周辺地域の安全確保に関する協定」を「立地4町を加えた三者協定」へと改定する。
  - 3月27日：3号機の営業運転を開始する。
  - 3月：運転開始から当直長4名、5班体制だったものを当直長を1名増やし5名5班とした[212]。
- 1977年（昭和52年）3月3日：通産省に報告するべき事故報告のクライテリア（判断基準）として通産大臣通達（52年資庁第2311号）が出される[213]。
  - 5月30日：原子力安全特別専門委員会（第3回）開催。被ばく低減対策17事項について確認する[214]。
  - 6月30日：本発電所の保修課をそれぞれ「第一保修課」「第二保修課」に強化する[215]。本店では保安確保のための基盤を構築したことに伴い、原子力開発本部を改組、原子力管理部を強化し、原子力保安部はこれに発展的に吸収する[216]（新生原子力管理部には「原子力保安」「原子力技術」「原子力発電」の3課を設置[217]）。
- 1978年（昭和53年）4月：本発電所の保安、発電課をそれぞれ「第一保安課」「第二保安課」、「第一発電課」「第二発電課」に強化する[215]。
  - 4月18日：5号機の営業運転を開始する。
  - 9月1日：登録管理制度と相補的に設けられた放射線管理手帳の発行を下請業者に対して開始する[218]。
  - 10月1日：登録管理制度の一部運用を開始する[219]。
  - 10月12日：4号機の営業運転を開始する。
- 1979年（昭和54年）1月：放射線業務での前歴把握が国会で問題視されたことを受け科学技術庁は被曝線量の登録管理について検討を開始し1977年4月に中間報告を提出、電気事業連合会も大筋で是認し1977年12月5日には会社提案として提示されたものを東京電力労働組合も了承した[219]。これを受け、1978年1月に国と原子力・放射線関連産業各社が参加した全国的な被曝線量登録管理制度が発足する[220]。
  - 3月28日：スリーマイル島原子力発電所事故が発生した。東京電力は4月5日に全社に依命通達を出し注意喚起した[221]。4月23日には仙台通産局の検査官により、国の特別保安検査が実施され、県と大熊町、双葉町により立ち入り調査が4月27日、28日の両日に渡って実施された[222]。この事故を教訓に1980年7月、本店と本発電所及び各建設所に品質保証推進会議を設置した[118]。なお、1980年12月には国により原子力発電所運転責任者（当直長）資格制度を創設、当直長は同認定試験合格が条件となった他、各原子力発電所に運転管理専門官が派遣され、保安規定の順守状況がチェックされることとなり、本発電所にも派遣された[223]。
  - 4月1日：登録管理制度を全面実施に移行する[219]。
  - 4月下旬：本発電所の警備強化のため3月下旬から試行していた物的防護システム (P.P) の本格運用を開始する[224]。
  - 6月28日：本発電所に対して次の組織改正を行った。総務部に「広報課」を設置する。技術部に「核燃料課」を設置する。発電部を「第一発電部」「第二発電部」に分割し、それぞれに発電課、保修課（第一発電部は第一保修課、「第二保修課」の2課体制）を設置する。各中央操作室に「当直長」を配置する[101]。
  - 10月24日：6号機の営業運転を開始する。また6号機運転開始に伴い、福島第一原子力建設所を廃止し、発電所内部に「改良工事事務所」を設置する[101]。
- 1981年（昭和56年）6月29日：業務管理体制の確立のため、本発電所に「発電所業務新体制推進委員会」「発電所業務新体制推進プロジェクトチーム」を設置する。また運転・保修技能の向上のために本発電所の原子力保修技能訓練センターに運転技能訓練を追加し、「原子力技能訓練センター」に改組する[225]。
- 1983年（昭和58年）6月30日：全社で打ち出した経営方策によるコストダウンの一環として、原子力不動産の管理運営業務を社外委託扱いとすることとし、東双不動産管理の設立を決定する（設立1982年10月）[226]。また、「発電所業務新体制推進プロジェクトチーム」は任務終了に伴い廃止する[227]。
- 1989年（昭和64年）1月6日：福島第二原子力発電所3号機にて再循環ポンプ破断が明らかとなり、同機が運転を停止した。この件を東京電力は2月3日まで発表しなかったため、「経済性を優先させ、情報公開の原則を踏みにじった」としてマスコミなどから批判を浴び、本発電所が立地する双葉、大熊両町でも緊急の町議会全員協議会が開催された。この動きは3月31日に第一、第二両発電所の立地4町の各議会に設けられている原発安全対策特別委員会が共同歩調を取るため、連絡協議会を発足した。また、佐藤栄佐久による新体制となったばかりの福島県は原子力対策室を原子力対策課に格上げした[228]。東京電力はこの事故の対策として本発電所に運転技術担当を配置した[212]。
- 1993年（平成5年）2月6日：東京電力として初めて、六ヶ所村の低レベル放射性廃棄物処理センターに向け低レベル放射性廃棄物を搬出することとなり、本発電所の保管分が青栄丸に積み込まれ出港する[229]。
- 1999年（平成11年）4月：排気塔モニタの測定データの一般公表を開始した[230]。
- 2000年（平成12年）1月7日：3号機において実施予定であったMOX燃料の装荷について延期する旨を県知事に報告する。
- 2001年（平成13年）2月26日：佐藤栄佐久福島県知事（当時）が3号機プルサーマル計画について、当面許可しない旨を表明する。
- 2002年（平成14年）5月：社報『とうでん』にて原子力部門での共通スローガン「勝ち残り、選ばれるエネルギー、原子力！〜設備利用率86%達成〜（やろう、86）」を策定する[192]。
  - 8月29日：東京電力、原子力安全・保安院が原子力発電所における点検・補修作業の不適切な取り扱いについて公表する。
  - 10月25日：東京電力が1号機の原子炉格納容器漏洩率試験における不正に関する報告書を経済産業省に提出する。また、1号機の1年間の運転停止処分を受ける（福島第一原子力発電所#主なトラブルの項も参照）。
- 2003年（平成15年）4月15日：定期検査時期等も重なり、東京電力の運転する原子力発電所全号機が運転を停止する。
  - 7月10日：佐藤栄佐久福島県知事（当時）が6号機の運転再開を容認する。
  - 12月25日：3・5機において定格熱出力一定運転を開始する[231]。
- 2004年（平成16年）6月25日：社内組織再編により原子力・立地本部を設置し、本発電所を含む社内の3原子力発電所（当時）は全て同本部所属となる[232]。
  - 7月1日：本発電所を含む3原子力発電所の組織を改定し、品質・安全監理の責任者として「ユニット所長」を設置[181]する。
- 2005年（平成17年）2月22日：6号機において定格熱出力一定運転を開始する[233]。
  - 7月30日：1号機の運転を再開する。
- 2006年（平成18年）12月5日：1号機における復水器海水出入口温度測定データの改ざんについて報告する。
- 2007年（平成19年）7月24日：新潟県中越沖地震による柏崎刈羽原発での事故を受け、日本共産党福島県委員会、同県議会議員団、原発の安全性を求める福島県連絡会が連名で東京電力に対して「福島原発10基の耐震安全性の総点検等を求める申し入れ」を提出[234] した。
- 2009年（平成21年）9月10日：4号機において定格熱出力一定運転を開始する[235]。
- 2010年（平成22年）2月16日：福島県知事は2月定例県議会で、東京電力が福島県に申し入れていた福島第1原発3号機でのプルサーマル計画実施について、条件付で受け入れることを表明した。同知事は、昨年から県エネルギー政策検討会を再開して検討してきたこと、核燃料サイクル推進という国の方針、玄海原発でのプルサーマル発電の開始などに言及、受け入れる考えを述べた[236] [注釈 43]。
  - 6月17日：福島第一原発2号機で電源喪失・水位低下事故[237]
  - 7月20日：免震重要棟開所[238]
  - 8月、東京電力が福島第一原子力発電所3号機（大熊町）で計画していたプルサーマル導入について、佐藤雄平知事は受け入れを決定[239]。
  - 9月18日：3号機のプルサーマル発電、試運転開始。
  - 10月26日：3号機のプルサーマル発電、営業運転を開始[240]。
  - 12月6日：2号機において定格熱出力一定運転を開始する[241]。
- 2011年（平成23年）3月11日：東北地方太平洋沖地震とその後の巨大津波で、外部からの電源と、何らかのトラブルにより稼動しなかったとされる非常用ディーゼル発電機を失い、「全交流電源喪失」状態に陥ったことで、原子炉や使用済み核燃料貯蔵プールの冷却水を循環させる機能と非常用炉心冷却装置の機能を完全に喪失した[242]。これにより、地震発生まで稼働中だった1、2、3号機についてはポンプ車などで緊急に燃料棒を冷却する必要が生じ、3号機と4号機の使用済み核燃料貯蔵プールについても注水して冷却する必要が生じた。この注水過程で建屋内での水素爆発や放射性物質の大気中への漏洩が発生し、日本社会や経済と国際社会に甚大な影響を与えた。
  - 5月20日：3月に起きた事故の状況を鑑み、1〜4号機について廃止措置を進めること、及び建設計画を進めていた7、8号機について計画を中止することを取締役会で決定した[243]。
  - 12月21日：1〜4号機の廃炉に向けた工程表が、発表された。
- 2012年（平成24年）4月19日：福島第一原子力発電所で爆発事故を起こした1号機から4号機がこの日の24時に廃止された。事故を起こした4基の廃止に伴い、日本の原子力発電所は、54機から50機に減少した。
- 2013年（平成25年）11月18日：福島第一原子力発電所1〜4号機での廃炉作業の最初の工程である4号機にある燃料貯蔵プールから燃料の取り出しを開始する。
- 2013年（平成25年）12月18日：5・6号機の廃炉が正式に決定[244]。
- 2014年（平成26年）1月31日：5・6号機の2基がこの日をもって廃止。第一原子力発電所自体もこの日をもって廃止され、日本の原子力発電所は、50機から48機に減少した。
- 2014年（平成26年）12月22日：4号機の使用済み燃料プールにあった1,533体全ての燃料を取り出し、共用プール及び6号機使用済み燃料プールへの移送を完了した。
- 2019年（平成31年）4月15日 : 3号機の燃料取り出しが開始[245]。
- 2020年3月30日、東電は2031年度末までにデブリ処理費用が約1兆4000億円と想定していると発表した[246]。
- 2021年2月28日、3号機の使用済み核燃料の搬出作業の完了。

### 今後の廃炉作業の予定
- 2021年度：燃料デブリ取り出しを開始する予定[247]。
- 2023年度：1・2号機の燃料取り出しが開始予定[247]。
- 2041年頃：1〜3号機の溶融燃料の取り出しが終了予定。
- 2051年頃：福島第一原子力発電所1〜4号機の廃炉・施設の解体が終了予定。

- 2021年4月、政府が処理水の海洋処分を決定[248][249]
- 2022年6月、処理水を流す海底トンネルの本格的な工事を開始[248]
- 2022年末、2号機のデブリ（推定237トン）試験的取り出し開始[248]
- 2023年春、処理水の海洋放出開始[248]
- 2024年度～2026年度、2号機の使用済み燃料615体取り出し開始[248]
- 2027年度から2028年度、1号機の使用済み燃料392体取り出し開始[248]
- 2031年内、全号機からの使用済み燃料取り出し完了[248]
- 時期未定、1号機（推定279トン）、3号機（推定364トン）からのデブリ取り出し開始？[248]

## 詳細仕様

### 環境モニタリング
環境モニタリング設備も開所以来変遷を辿ってきたが、1976年の社報においては次のようになっていた。
| 設備                     | 内容 | 測定対象等                                              |
| ------------------------ | --- | ------------------------------------------------------- |
| 周辺放射能連続監視装置   | モニタリング・ポスト：敷地境界付近8か所 モニタリング・ステーション：周辺町3か所 中央操作室監視装置・データ自動処理装置 | 空間ガンマ線量率：外部被曝監視用 空気中放射性物質の採取 |
| 外部被曝積算線量監視装置 | 熱蛍光線量計をモニタリングポスト等に一定期間（約3か月）放置し、その間の積算線量を算出する                              | 空間ガンマ線による積算線量（外部被曝監視用）            |
| 環境試料分析室           | フード、天秤、電気炉、原子吸光装置など環境試料前処理用設備一式                                                         |                                                         |
| 放射能測定室             | 低バックガスフロ計測器、機器分析用多重波高分析器（Nalシンチレーション検出器、Ge(L)半導体検出器）など放射能測定装置一式 |                                                         |
| 放射能観測車             | Nalシンチレーションサーベイメータ、空気中放射性物質採取器、採泥器などのサンプリング器材一式                            | 無線機付 2台 緊急時のサーベイにも使用可                 |

- 東京電力は1978年5月下旬、海底土の定期検査時に218pCi/kgのコバルト60を検出した旨発表し『福島民友』では4段抜きの扱いで報じられているが、作業衣などを洗濯した水から由来するもので、「問題ない微量の数値」としている[251]。
- 1999年4月より排気塔モニタの測定データの一般公表を開始した。この理由として、『とうでん』1999年5月号では「10数年前には外に出されていた時期もあったんだけど、現在では、放射性希ガスを減衰させる設備などさまざまな対策を施した結果、外へは出されていないと言っていい」と解説し、管理目標値は年0.05mSvで実績値はそれより遥かに低いとしている[230]。

#### 批判的な見解
- 双葉地方原発反対同盟は大気汚染調査を1975年から1977年にかけて実施した。方法は発電所周辺の松葉を集めて放射能を検出し、発電所からの距離との関係を明らかにしようとするもので、分析は名古屋大学教授古川路明（当時）が行った。調査結果から、広範な地域が汚染されているとしたが、福島県は独自調査を実施し、中国の核実験による影響で、人に影響を与えるレベルではないと発表したという[252]。
- 双葉地方原発反対同盟は、1978年〜1979年に本発電所周辺で海洋放射能汚染調査を実施した。本発電所周辺はホッキ貝からコバルト60、マンガン54が検出され、発電所由来のものだと結論したが、福島県は同様に1980年に追跡調査を実施し、ホッキ貝の汚染を否定した[253]。

『技術と人間』編集部は反対同盟に対抗する形で福島県が実施した追跡調査結果を「いつもこの調子」「結論が先に出た調査」と批判した。

### 燃料調達方法
1、2号機の装荷燃料はGEが調達する契約であったので手当はスムーズであったものの、3号機以降は自前で調達する必要があった。この実務は東京電力では殆ど松永長男が実施し、『東電自分史』の回顧録も後半は殆どその件についての内容である。交渉相手国によって法体系や商習慣も異なるため、契約によっては他電力会社、鉱山会社、電気事業連合会と協力して交渉にあたることが多々あり、別会社や法人を共同で設立するようなこともあった。一口に燃料と言っても、松永は契約面から下記のように分類している。全ての過程が初体験でかつ、日本国内に殆ど前例がないものであった。また、本発電所の着工の情報を入手し、1967年頃からウラン精鉱の売り込みも各国から活発に行われたという。
- 探鉱開発
- ウラン精鉱売買
- 転換・濃縮
- 使用済燃料輸送
- 再処理

### 使用燃料の変遷
本発電所は日本の原子力発電黎明期に建設され、40年に渡って運転され続けたため、使用燃料についても時代により大きな変化を見せ、日本のBWRで使用された殆どのタイプの燃料について使用実績がある他、試験的に新開発燃料を装荷されたこともある。

## 発電所の運営

### 人員数
人員数については時期と対象範囲により変化がみられる。
- 1号機が開設された1971年春の時点では本発電所の従業員は350名、その内訳は事務系100名、発電関係所員と建設関係所員がほぼ120名程度であった。350名の内地元出身者は約70名である。この他建設請負業者関係として約1500名が2号機その他の建設に従事中で、1号機の最盛期には3000名に達したが、これら請負業関係人員の半数が地元からの雇用であった[256]。当時の所長、今村博も相馬の出身であることを配慮し、火力部から移籍していた[67]。
- これが6号機の建設が大詰めに入っていた1978年春の時点だと発電所職員800名（内地元出身200名）、建設現場6000名（内地元出身2000名）という状況であり、地元出身者にとっては発電所へ働きに行くことで冬季の出稼ぎが不要となったことが一つのメリットであった。職員800名の内400名は若年男性であり、女子事務員にとっては格好の狩場であった[64]。
- 1984年時点の『経営コンサルタント』誌による取材では発電所で勤務する東電社員は910数名とされ、当時の本店勤務数3000名の次に多かった[125]。
- 1994年に地元自治体を対象とした研究で挙げられた数値としては全従業員9,000名、内東京電力関係約900名、日立、東芝等関連企業10社の従業員約4,000名、臨時雇用・環境整備等に従事する地元高齢者約4,000名となっている[257]。
- 2010年の取材では、6000名近くの従業員が働いているとされていた[258]。

### 研修体制
佐々木史郎（当時原子力管理部副部長）によれば、1979年当時、本発電所に配属された新入社員の研修計画は人事課が立案しており、人事課所属の指導員と他課のベテラン社員により実施されていた。また「運転関係の技術といっても広い範囲にわたる」と前置きし、1978年度を例に次のように説明されている。
1. 新入社員研修：高卒技術系については集合研修0.5か月の後、原子力導入研修（原子炉理論、原子力技術の基礎知識等）、発電導入研修を実施し、3か月の直内研修を実施。本発電所の発電部配属に対しては前記に加え発電要員研修として直内研修6か月を実施し、通算研修期間は1年。
2. 配転者研修：主に火力部門などからの転入者に実施。原子力導入研修2か月、その後は他部門での経歴に応じ直内研修を実施。主機操作員以上の者にはBTCでの研修を追加する場合もある。
3. シミュレータによる技能研修：主機操作員以上の新入社員にはBTCの標準訓練コース3か月、補機操作員から主機操作員に移行する者は1978年度より新設の短期基本コースを受講
4. 技能保持として主機操作員以上は2年に1度BTCにて再訓練、また同じ当直でBTCにて半年に1度ファミリー研修コースを受講
5. 他、OJTなど

### BTCの活用
1971年4月、運開間もなく東京電力を中心とした電力会社、プラントメーカーの出資でBTC（BWR運転訓練センター）が設立され、最初のシミュレータ施設を本発電所の近郊に建設した。モデルは本発電所の3号機中央操作室で、東京電力もこの施設を使用して運転員の養成を行っている。

### 保修訓練所の設置
1977年より本発電所内に保修訓練所が開設され、順次その規模を拡大しながら東京電力の原子力部門の正社員、下請作業員が保修工事の訓練を実施するための場として活用されていった。後年福島原子力人材開発センターと改称している。

### 協力企業
協力企業は福島原子力企業協議会という組織を作っている。東京電力は協力企業を収容するため、1982年に請負企業センターという事務所棟群（計画収容人員4,500名）を敷地内に建設したが、葉上太郎によると、関連会社が300社余りと数が多いため、発電所の敷地外のいたるところに松林を開いて駐車場が設けられている。

#### きずなdeふたば
福島第一原子力発電所事故以前には広報誌『きずなdeふたば』を定期的に発行していた。この広報誌では福島県内の他の東京電力発電所（福島第二、広野）も取り扱っており、毎号関連企業が登場していた。

### 安全衛生
安全衛生についても、原子力発電所の特徴である作業員の被曝管理を含めて、進められたが、問題も指摘されている。

## 主なトラブル
小規模な事故は建造当初から発生している

## 警備体制
1960年代後半から1970年代後半にかけて世界各地で相次いだ極左暴力集団を中心とするハイジャック、テロの脅威に直面し、日本の原子力施設でも警備体制の見直しが求められた。そこで、1979年4月より東京電力は本発電所に物的防護システム（Physical Protection System、P.PないしPPシステム）を導入した。当時の原子炉規制法は核物質防護についての規定が明確化されていなかったため、米国連邦規制 (10 CFR Part 73, 55) に基づき設計されたという。
このシステムの目的は重要施設への不法侵入、危険物品の持ち込みを阻止し、妨害行為に基づく放射性物質放出事故や原子燃料物質の盗難を阻止することにあるという。ただし、日本では民間防護要員が銃砲を携帯することは禁じられているため、現実的な目標として治安当局への早期通報と警察の到着までの時間稼ぎ（不法行為阻止）が目指された。
具体的な手段として公表されているのは、発電所内のエリアを重要性に基づき数段階に区分し多重の障壁を設けていること、それぞれの障壁で重要性に応じたレベルの出入管理を実施していることなどである。またその手法は意図的に人為的手段に依存せず機械的、電気的な手段を使用するように設計されている。
1996年当時の警備体制としては下記が公にされ、職員、見学者が出入の際に自然と目に入っていた。
1. 正門など敷地内への進入口に警備所を設置し、ここを基地として防護員（警備員）による三交替、二交替での常時警戒
2. 構内全般の警備については正門警備所の受け持ち範囲とされ、周辺監視柵、センサー、パトロール隊により警備している。
3. 1〜4号機発電所本館、5、6号機発電所本館周辺地域を周辺防護区域とし、二重柵を設置し出入り管理所を設置。警備員によるチェックの他車両物品に対してもチェック機器による監視を実施。
4. 周辺防護区域内の各建屋を防護区域と定め、出入の際には登録されたIDカードを提示して防護扉を開けるようになっている[注釈 45]

1996年当時で、一日の入構者は6000〜7000人、臨時受付者は300〜500人程度だという。通勤時間帯の渋滞は昭和40年代より続いており、通勤時間帯である午前7時から8時半までの一時間に2600台ほどの入構がある。これらを捌くため北側にも別の門を設けており、正門からの入構は約900台という状況だった。警備所にはこれらを円滑にチェックして中に入れる工夫も求められる。
2台同時に定期検査に入っている際には周辺防護区域への午前8時から10時にかけての入構は車両200台、入域者約3000人である。1〜4号周辺防護区域では、人用の自動扉は13台設置されていた。上記の事情から当然積載部品も点検するが、これも渋滞の一因となるため、定期検査工程の短縮化に伴い、チェックの質を落とさずにスムーズに検査する方法を考案しているという。
臨時入構にはいわゆる「偉い人」が突然来所することが含まれており、警備側としては誰に対しても一定のルール下で入構してもらっているため、対応に苦慮することもあるという。警備員の前歴は自衛官、農業、大工等様々だが、町議会議員など地域の顔役になっている者などもいるという。
防護システムを紹介した記事では「我が国の発電所の核物質防護は大変優れていると言えると思う。この堅固な施設は核不拡散を徹底していることを示す証として大きな意義がある」などと述べている。
しかしながら、恩田勝亘によると多くの理系エリートを獲得したことで知られるオウム真理教の信者が1993年頃本発電所に作業員として潜り込み、数多くの作業手順書を外部に持ち出していたことが、地下鉄サリン事件後『週刊朝日』記事で報じられているという。恩田は目的について「テロという視点も外せない」と述べている。
2001年9月11日のアメリカ同時多発テロ事件以降は警備が強化される傾向にある。
警察庁は原子力施設の警備強化を検討し、2002年5月、原子力発電所を抱える警察本部に「原子力関連施設警戒隊」を新設し、専従で警備を担任させることを決定し、福島の両原子力発電所も含められた。装備としてはサブマシンガンが与えられ、SATに次ぐ武装レベルとされた。警備は交替制で24時間体制を取る。
東京電力は本発電所を含む各発電所に不審船対策の一環としてレーダーを設置した。
2010年初頭の時点では、放射線管理区域内への入場に生体認証登録も追加されていた。

## 発電所と関係者の生活
- 鈴木智彦の取材によると、創業初期には下請業者にヤクザと一般の業者の区別など無く、それなりに仲睦まじく付き合っており、「地域全員がグル」のようなものであったという[272]。
- 1970年代末、原発ジプシーの発表などにより渡り鳥的な労働者が社会的な注目を集めたが、西山のような原発労働に批判的な者からも下請労働者の内容も徐々に移り変わりが見られたことや層による社会的出自の違いが指摘されている。1970年から1975年までの建設工事最盛期には元請は年齢制限もせず、高齢者が多く見られたのに対して、1975年以降は労働者の質の選択が行われ、すすんでB, C区域に入域する20代の若年労働者が評価され始めた。低稼働率を記録した1977年の保修では従来京浜工業地帯に吸収されていた者が自宅から発電所に通勤し、保修作業の中心となっているとされる[273]。
- 発電所で働く下請作業員が不審な癌で死亡したとしても、企業城下町故、遺族が真相を解明しようとする動きは地元の下請企業や近所付き合いの関係を壊す事に繋がるため控えられる傾向があった。発電所で働く作業員が恩田のようなジャーナリストに接触しようとした場合には、特定次第「明日から来なくてええ」などと雇用関係を解消するなどの圧力をかけ続けたため、取材拒否に遭う事もあったと言う[274]。また、恩田が取材した際には、発電所に働きに行く者の中に、それ以前にはなかった原因不明の体調不良を訴えて死亡した者が何人かおり、遺族は発電所内での作業内容を知る事も出来ず、放射線管理手帳の存在を知らない遺族もいたという[275]。
- 1977年に本発電所への配属辞令を貰った蓮池透は1回目の赴任をした。期間は3年半に渡っている。その頃は東電社員は大熊、双葉両町に設けられた社員寮に住み、毎朝巡回バスで発電所に通勤していた。当時は職場にロッカーも無く、一日中作業服を着ている生活で、近所の飲み屋にその姿のまま出入りする者もいたが、東電の作業服姿で交通事故を起こした者が出たため1980年代には私服通勤に切り替わっていた。職場は人と専門技術と仕事が待っているため賑やかだったが、寮は人さびしく週末に上京を繰り返す者もいたという。また、周囲と交流する機会も納涼祭が設けられていたが特に親交が深まるような機能は果たせていなかった旨述べられている[276]。一方で地域とのつながりを指摘する証言もある。1988年保修課長として本発電所に赴任した大出厚によると、8月のある日、高瀬川（葛尾〜浪江）の洪水で当時住んでいた自宅（社宅）が巻き込まれ、思い出の品や家財道具一式を失った。この際には、片付けのため地域の住民など多くの人が手を差し伸べてくれ「なんとか生活を続けることができました。こういうときに受けた恩というのはなかなか忘れられないものですね」と述懐している[188]。
- 東京電力はその社史『東京電力三十年史』において、GEから来た作業員達のための「GE村」に触れている。本国から派遣されてきた社員のために、ゲストハウスや教会が建てられ、GE村と呼ばれた。また1970年代に各原子炉が運転を開始していく中で、GE社はアメリカ本国より補修要員を派遣してきたこともあったが、多くが黒人で、当時のアメリカの被曝限度は日本人より高いことも理由の一つだった。神部次郎によれば、1975年7月より1976年12月まで保健安全センター所長を務めていた際、黒人が作業中に熱射病で口から泡を吹いて運ばれたことがあり、一時は狂乱死するかと思ったほどだったが鎮静剤を打って大熊病院に転送したことがあるという[277]。一方で、GEの極東東京支社に在籍していた菊池洋一によれば、「危険な作業をさせているという例もあったようですが、私が経験した職場ではなるべく日本人に作業をさせようとしていました。外国人労働者に被曝労働をさせていると見られるのを嫌がったようです」と述べている。空港からバスでゲストハウスに送迎した後は毎日発電所との往復のみで、町には出さなかった。菊池は、地元の飲み屋で「危ない作業をしてきた」旨を語られると問題のためと推測している。また、彼らの多くは貧困層ではなく、中には自家用飛行機を所有する富裕層もいたという[278]。
- 東京電力正社員の中でも大卒と高卒の間には心理的な距離があり、蓮池は計装グループに配属された際、根性焼きのごとく、高卒で同年の先輩社員にわざと線量の高い場所に連れて行かれ、無駄な被曝をしたという[279]。
- 双葉地方原発反対同盟は、発電所建設による社会的影響についても調査を実施、非行、犯罪、交通事故の増加の背景に風俗産業やスナックなどの飲食店、サラ金の進出があるとの見方を示した。請負労働は一時的な雇用に支えられている面もあるため、失業保険の降りた日は周辺のパチンコ店は日中から満員であったという[252]。

## 立地自治体との関係
いずれも、2011年3月の爆発事故前の記述である。爆発事故後、発電所の半径20km以内は立入禁止となり、避難区域の再編後も多くの地域で帰還が困難な状況が続いている。爆発事故の結果、居住していた住民は離散を強いられ、地域の繋がりと言ったコミュニティ面でも壊滅的な打撃を与えている。

## メディアの姿勢
1970年代から立地自治体周辺のマスメディアでは些細な出来事でもこまめに発電所の動向が報じられており、『福島民友』記者の阿部輝郎が『新聞研究』1978年7月号に投稿した記事によれば、「この程度なら、別に報道しなくてもいいじゃないか」という意見は社内からも聞かれたという。それにも拘わらず報道を続けている理由として「報道取材の側から言えば「安全だった」ことに安心せず、つねに問題点を見つけ（中略）不感症にならないように注意していかなければならない」と述べている。なお、阿部は同誌を例に報道内容として下記を挙げている。
- 発電所関連の事実報道
- 知識解説
- 発電所と地域開発の問題
- 「原発を見直す」「エネルギーと生活」「原発立地その後」といった企画連載
- 専門家を招聘し座談会を実施
- 現地住民、関係者へのルポタージュ
- 反対運動、訴訟の動向